# Região Sul do Brasil
A Região Sul do Brasil é a menor em extensão territorial entre as cinco regiões do país. Sua superfície terrestre é de 576 774,31 km², sendo maior que a superfície da França metropolitana e menor que o estado brasileiro de Minas Gerais. Está subordinada à Região Centro-Sul do Brasil. Tem três unidades federativas: Rio Grande do Sul, Santa Catarina e Paraná. Possui como limites: ao sul, com o Uruguai; a oeste, com a Argentina e o Paraguai; a noroeste e ao norte, com Mato Grosso do Sul e São Paulo. É a única região brasileira fora da zona tropical, com oscilações visíveis no que diz respeito às estações do ano. No inverno, caem geadas e, ocasionalmente, neve. A topografia é pouco escarpada, com prevalência de um grande planalto, genericamente pouco alto.
Mas o que mais define a região sul é o modo como foi povoada e o perfil de imigrantes que acolheu. Sua colonização apenas começou nos séculos XVII e XVIII. A mais antiga vila, Paranaguá, foi criada em 1648. Acolheu poucos escravos negros, porém, vários imigrantes uruguaios, argentinos, açorianos, espanhóis, alemães, italianos, poloneses, ucranianos e outros. Os europeus legaram para a sociedade a predominância dos caucasianos, colocaram na paisagem características das nações de procedência (uso do solo, casas, transportes) e difundiram o sistema de médias e pequenas fazendas. Traziam da Europa a viticultura, que ajustaram à Serra Gaúcha.
A população urbana da região sul tem crescido nos últimos anos. Existem duas grandes cidades: Curitiba e Porto Alegre. O setor fabril passou a se expandir nas últimas décadas, especialmente no Rio Grande do Sul, nordeste catarinense e região de Curitiba. Na região de Criciúma–SC, situam-se quase todas as jazidas de carvão extraídas no Brasil. O potencial energético, constituído pelas muitas quedas d'água dos rios das bacias do Uruguai e do Paraná, também é pouco utilizado.
A região sul, propriamente dita, é um grande polo turístico, econômico e cultural, abrangendo grande influência europeia, principalmente de origem italiana e germânica. A região sul apresenta índices sociais acima da média brasileira e das demais regiões em vários aspectos: possui o maior IDH do Brasil, 0,831, e o terceiro maior PIB per capita do país. A região é também a mais alfabetizada, 95,2% da população, e a com menor incidência de pobreza. Sua história é marcada pela grande imigração europeia, pela Guerra dos Farrapos, e mais recentemente pela Revolução Federalista, com seu principal evento o Cerco da Lapa. Outra revolta ocorrida na história da região foi a Guerra do Contestado, entre os anos de 1912 e 1916.

## História

### Povos originários, vinda dos jesuítas e bandeirantes

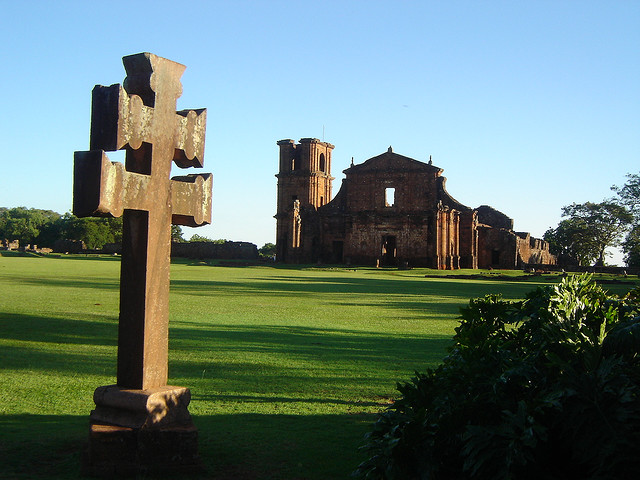
Ruínas do Sítio Arqueológico de São Miguel Arcanjo.

Os primeiros moradores da região sul do Brasil eram os povos indígenas, especialmente os guaranis (mbyás), os kaingangs e os carijós. Depois, chegaram os padres jesuítas espanhóis para instruir os indígenas. Eles criaram aldeias denominadas missões ou reduções. Os indígenas, que habitavam as missões, produziam gado, dedicavam-se à agricultura e estudavam ofícios.
Os bandeirantes paulistas invadiram as missões para escravizar os indígenas. Com isso, o local foi desocupado pelos indígenas e pelos jesuítas e o rebanho ficou desgarrado pelos campos. Pouco a pouco, vários paulistas foram se estabelecendo na costa catarinense. Eles criaram as vilas mais antigas do litoral, como Paranaguá, Florianópolis, Laguna e São Francisco do Sul, por exemplo.

### Ciclo das tropas, lutas territoriais e acordos internacionais

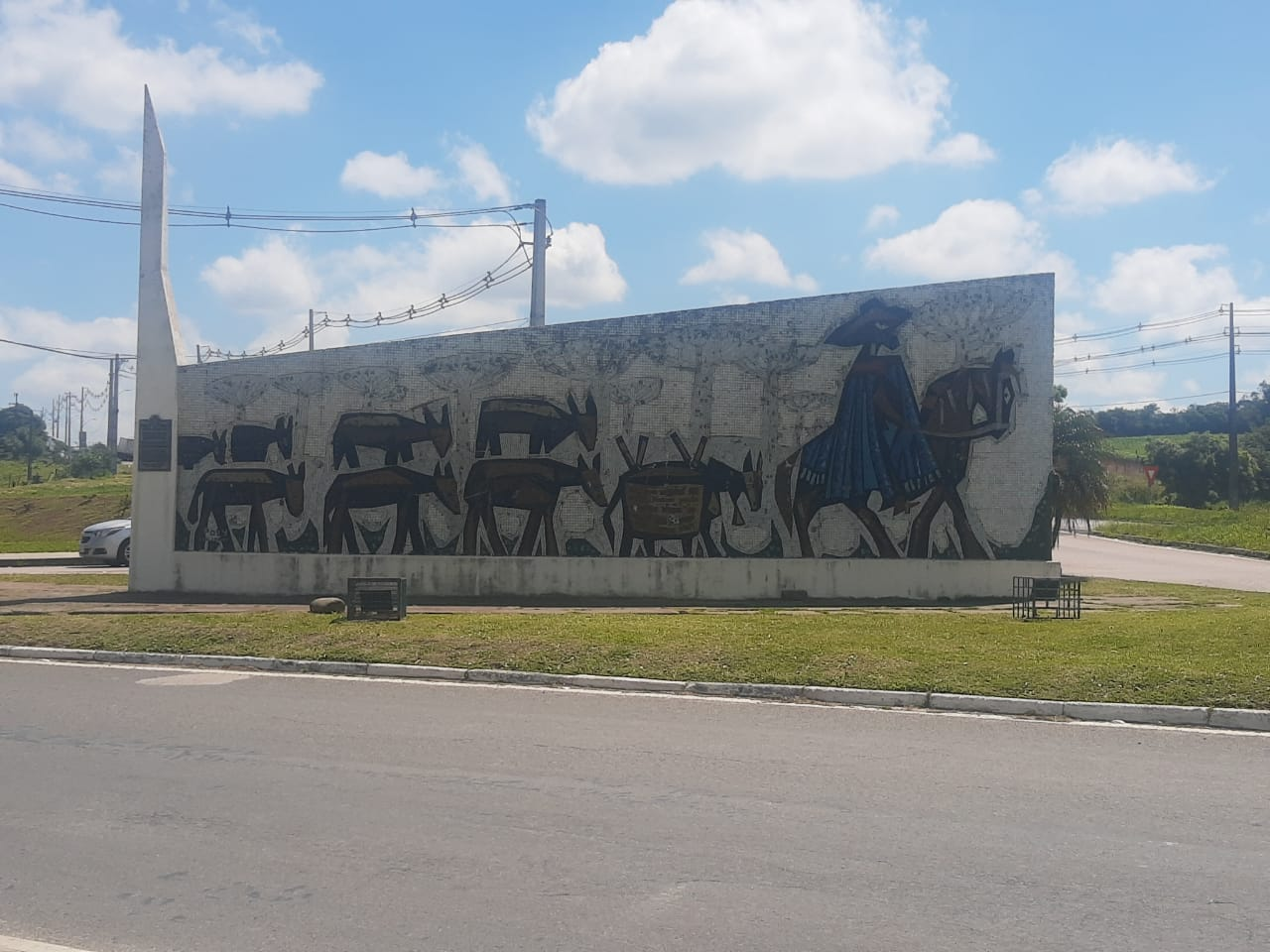
Monumento ao Tropeiro na cidade da Lapa–PR.

Os paulistas também tinham curiosidade pela comercialização de gado. Os tropeiros, ou seja, os vendedores de gado, juntavam os animais criados soltos pelos campos. Eles conduziam os animais para comercializar nas feiras de gado, em Sorocaba. Na estrada por onde transitavam os tropeiros, nasceram povoados. Os tropeiros também fundaram as mais antigas estâncias, ou seja, propriedades de produção de animais. Os condutores de tropa foram os mais antigos devotos de Nossa Senhora das Brotas do século XVIII ao XIX.
Para proteger as estâncias que haviam sido fundadas, fortalezas militares na região foram mandadas erguer pelo rei de Portugal. Nos arredores dos fortes, nasceram povoados. No decorrer de vários anos, Portugal e Espanha combateram pela conquista das terras meridionais. Os conflitos armados prosseguiram e apenas foram solucionados com a promulgação de tratados como, por exemplo, de Madri (1750), Santo Ildefonso (1777) e Badajoz (1801). Esses tratados estabeleceram as fronteiras das terras situadas na parte meridional do Brasil.

### Vinda dos imigrantes, colonização recente e expansão agropecuária

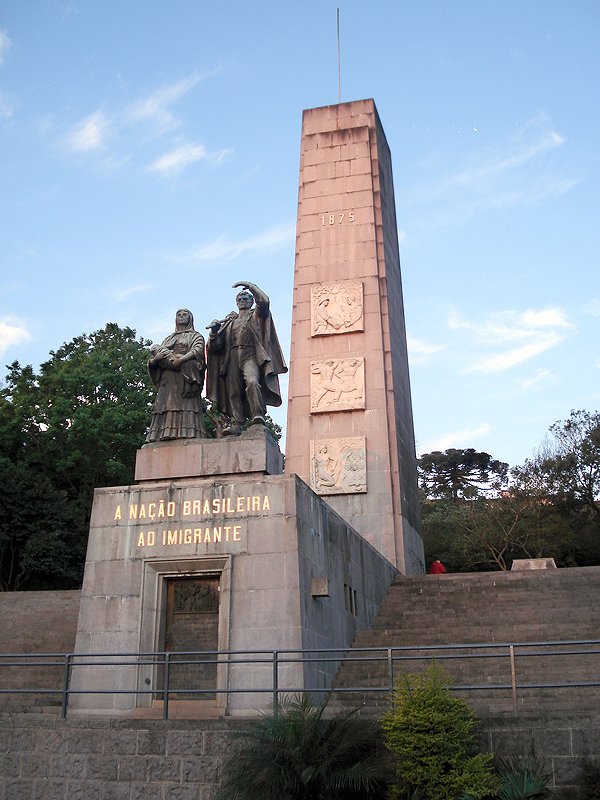
Monumento Nacional ao Imigrante, na cidade de Caxias do Sul–RS.

A colonização cresceu grandemente com a vinda dos imigrantes. Os primeiros imigrantes eram os açorianos. Em seguida, chegaram especialmente imigrantes alemães (1824, São Leopoldo–RS) e italianos (1875, Caxias do Sul). Outros grupos buscavam a região para morar. Os imigrantes criaram colônias que se transformaram em cidades muito populosas como, por exemplo, Caxias do Sul.
Os solos de terra roxa do norte do Paraná e do oeste de Santa Catarina eram as últimas regiões a serem colonizadas. O norte do Paraná foi ocupado com a fundação de colônias agrícolas. Migrantes de outros estados brasileiros e países chegaram à região para exercer a função de agricultores no cultivo de café e de cereais. No oeste catarinense, expandiram-se a pecuária e a extração da erva-mate e da madeira.

## Geografia
Seu relevo é ocupado, em sua grande parte, por duas divisões do planalto Brasileiro: o planalto Atlântico (ou Serras e Planaltos do Leste e do Sudeste) e o Meridional. Nesta região, o planalto Atlântico é cognominado planalto Cristalino, e o Meridional é fragmentado em duas porções: arenito-basáltico e depressão periférica. A região abriga também determinadas planícies. A altitude máxima da região sul é o Pico Paraná, com 1922 metros de altitude, situado no Paraná. Porém, o Morro da Igreja está localizado a 1.822 metros de altitude, sendo o local povoado mais elevado da região sul e onde se registrou, não oficialmente, a menor temperatura do Brasil: -17,8 °C, em 29 de junho de 1996.

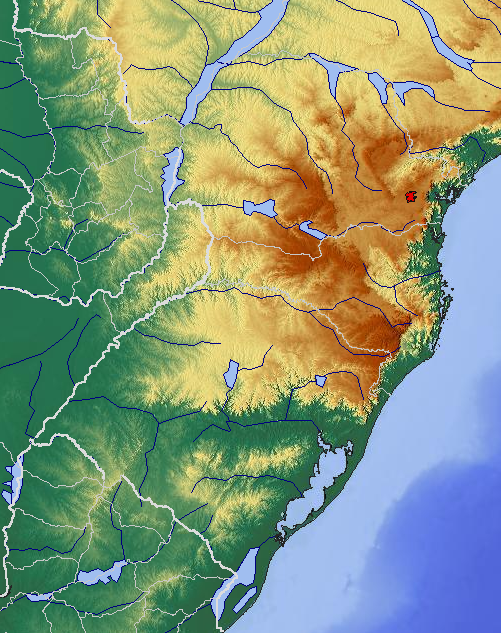
Mapa geomorfológico do sul do Brasil

As mais importantes características da geomorfologia da região sul do Brasil são:
- Planalto Cristalino: é bastante extenso no Paraná, no qual sua escarpa virada para o oceano constitui a serra do Mar, e afunilado em Santa Catarina. Suas elevações compõem os chamados “mares de morros”, que identificam o planalto Atlântico.[24]

- Planalto Meridional: compreende grande parte do território sulista, entremeando extensas camadas de arenito e basalto. O basalto é uma rocha de procedência vulcânica, que forma solos de terra roxa, bastante produtivos. No sul, com exceção do norte do Paraná, são poucas as regiões que têm tais solos, porque, ocasionalmente, os arenitos recobrem as rochas basálticas.[26]
 A elevação de maior relevância no planalto Meridional é a serra Geral, a qual, no Paraná e em Santa Catarina, ocorre na parte de trás da serra do Mar, porém, no Rio Grande do Sul acaba perto da costa, constituindo falésias como as que ocorrem nas praias da cidade de Torres, no estado do Rio Grande do Sul.[24]
 Para descomplicar a descrição, o planalto Meridional é habitualmente fragmentado em duas porções: planalto Arenito-basáltico e depressão Periférica.[24]

- Planalto Arenito-Basáltico: nele, a variação na durabilidade ao processo erosivo entre o basalto (mais sólido) e o arenito, constitui as cuestas, denominadas localmente de “serras”, tais como a serra Geral, em Santa Catarina.[24]

- Depressão Periférica: região baixa e extensa, chamada de segundo planalto paranaense ou planalto dos Campos Gerais, no Paraná, e Central, no Rio Grande do Sul.[24]

- Escudo sul-rio-grandense: marcado pelas coxilhas, as quais constituem formas de relevo onduladas e com morros.[24]

A região tem também pequenos vales encaixados nos dois enormes planaltos (Cristalino e Meridional) e uma grande planície litorânea, perto da costa. No Paraná, a planície de maior importância é a Baixada Paranaense e, no Rio Grande do Sul, sobressai a existência de restingas, as quais “limitam” enseadas e constituem lagoas litorâneas, como a lagoa dos Patos e a Mirim. Em Santa Catarina, a planície litorânea é longa, especialmente no norte, e, dessa forma, estende-se até a costa do Paraná, em que compõe lindas praias, dunas ou então restingas.

### Clima

Climas da Região Sul segundo a classificação climática de Köppen-Geiger.

No Brasil, país prevalecentemente tropical, apenas a região sul é ocupada pelo clima subtropical. Nesse clima, as médias térmicas anuais variam de 16 °C a 20 °C, entretanto, o inverno é muito frio, com geadas comuns e até queda de neve. As estações do ano mostram-se muito diversas e a amplitude térmica anual é extremamente elevada. As chuvas, em quase toda a região, são divididas com uma considerável uniformidade por todo o ano, porém, no norte do Paraná — passagem para a zona intertropical — estão reunidos nos meses de verão.

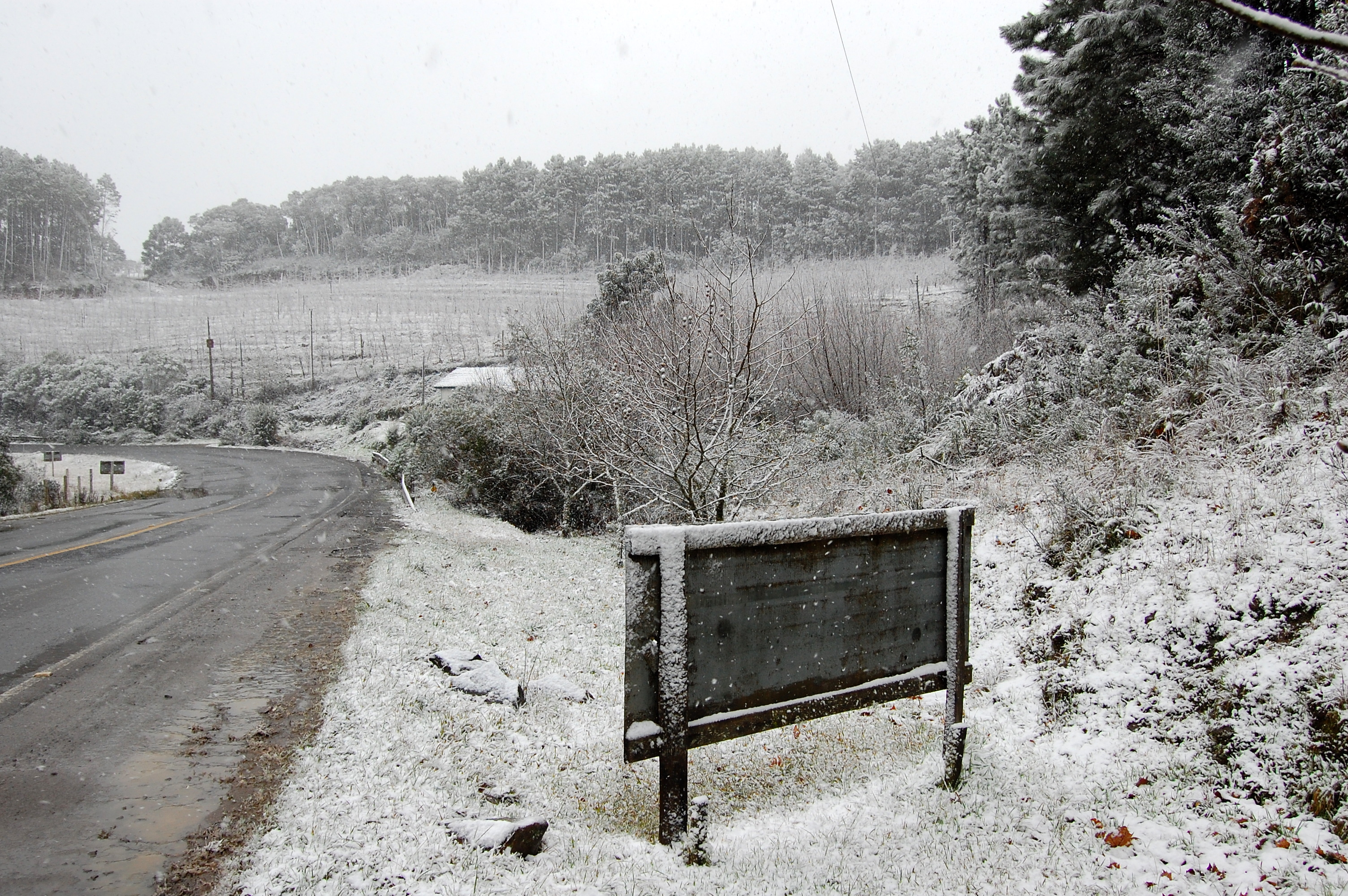
Neve na zona rural de São Joaquim, Santa Catarina, em 2010.

É possível encontrar também aspectos tropicais nas planícies litorâneas do Paraná e de Santa Catarina, em que as médias de temperatura estão acima de 20 °C e as chuvas caem especialmente no verão.
As temperaturas também são atingidas pelos ventos. No verão, assopram os ventos alísios provenientes do sudeste, os quais, por serem cálidos e chuvosos, causam elevadas temperaturas, acompanhadas de intensas chuvas. No inverno, as frentes frias, que são massas de ar oriundas do Polo Sul, ocasionam resfriamentos e geadas. Esse vento frio é conhecido como minuano ou pampeiro pelos moradores do Sul.
É necessário frisar que os traços, abrangidos no clima da região sul do Brasil, possuem enorme efeito devido à Massa Polar Atlântica (MPA) que é gélida e chuvosa. A mesma procede do anticiclone localizado ao sul da Patagônia. Sua influência é mais forte na estação fria, com atuação destacada nas regiões Sul e Sudeste. Pode afetar demais regiões como a Amazônia, onde a mesma perdera força.

### Hidrografia

Vista aérea das Cataratas do Iguaçu (PR), na fronteira do Brasil com a Argentina.

Tanto a serra do Mar quanto a serra Geral localizam-se perto da costa. Dessa forma, o relevo da região sul curva-se ao interior, e a maioria dos rios — sendo de planalto — vai de leste a oeste.
Os rios estão reunidos em duas enormes bacias fluviais: a do Paraná e a do Uruguai, duas divisões da bacia do rio da Prata. Os rios mais importantes são caudalosos e possuem elevado potencial hidrelétrico, o que já está sendo aproveitado no rio Paraná, com a implementação da Usina Hidrelétrica de Itaipu (atualmente a 2.ª maior do mundo). Esse aproveitamento possibilita ao sul e ao sudeste um progressivo consumo de energia elétrica, para uso tanto doméstico quanto industrial, sendo importante a permanência dos investimentos nesse setor.
Os rios sul-brasileiros, que descem em direção ao oceano, pertencem a dois grupos de bacias fluviais, denominadas de bacia do Atlântico Sul e bacia do Atlântico Sudeste. Dentre estas, a de maior utilização para a hidreletricidade constitui a do rio Jacuí, no Rio Grande do Sul. Outra, bastante famosa por suas inesperadas inundações, constitui a do rio Itajaí, em Santa Catarina, que afeta uma região muito próspera, influenciada principalmente pela imigração alemã.

### Vegetação
Quando fazemos alusão ao sul do Brasil, é comum nos recordarmos da floresta ombrófila mista ou mata de araucárias e do grande pampa gaúcho, formações vegetais características da região, apesar de não serem as únicas.

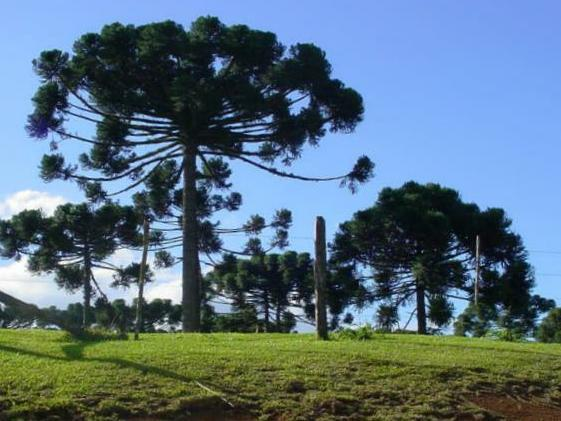
A Mata de Araucárias é a paisagem típica da vegetação de planalto da região Sul.

A Mata de Araucárias, atualmente quase extinta, ocorre nas áreas mais altas dos planaltos no Paraná e em Santa Catarina, em pequenas áreas, junto a outras formas de vegetação. O pinheiro-do-paraná (Araucaria angustifolia) ajusta-se melhor aos climas frios, típicos das áreas mais elevadas do terreno, e ao solo de rocha mista, como arenito e basalto, que se encontra no planalto arenito-basáltico, no interior da região.

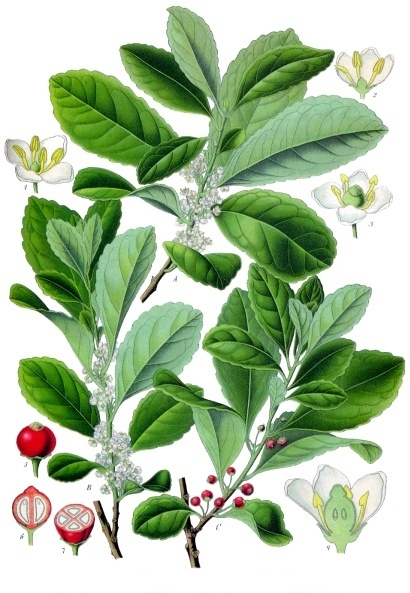
A erva-mate é um dos principais produtos agrícolas da região Sul.

Dessa floresta são explorados, especialmente o pinheiro-do-paraná e a imbuia, usados em marcenaria, e a erva-mate, cujas folhas são empregadas na preparação do chimarrão.
A destruição dessa floresta, a qual era a vegetação característica dessa região e hoje encontra-se restrita a áreas isoladas, começou nos últimos anos do período imperial brasileiro, em consequência de concessões realizadas pelo governo para a construção de estradas, e piorou com a atividade madeireira.
Além dessa floresta, a serra do Mar, bastante chuvosa em virtude da vizinhança com o oceano Atlântico, propicia o crescimento da floresta tropical úmida da encosta, ou Mata Atlântica, bastante espessa e com enorme diversidade de espécies. A Mata Atlântica começa no Nordeste segue pelo sudeste até chegar ao sul. No norte do Paraná, a floresta tropical está quase devastada, em função do desenvolvimento agrário. Nos últimos anos, têm-se buscado implementar uma política de reflorestamento.
A região sul do Brasil é também compreendida por grandes áreas de campos limpos, denominados de campos meridionais, subdivididos em duas regiões diferentes. A primeira equivale aos campos dos planaltos, que aparecem em porções a partir do Paraná até o norte do Rio Grande do Sul. A segunda área — os campos da campanha — é a maior de todas e situa-se totalmente no Rio Grande do Sul, numa região denominada de Campanha Gaúcha, ou pampa. É a formação vegetal das coxilhas e ocorre como uma camada de ervas rasteiras, a qual é a mais bem-sucedida pastagem natural do Brasil.
Por último, perto da costa, destaca-se a vegetação de mangues, praias e restingas, semelhantes às de outras regiões do Brasil.

## Demografia
A região sul do Brasil, conforme o censo demográfico de 2022, possuía uma população de 31 113 021 habitantes, sendo a terceira região mais populosa do país, compreendendo cerca de 14,70% da população brasileira e apresentando uma densidade demográfica de 51,91 moradores por quilômetro quadrado (a segunda maior do Brasil). Ao mesmo tempo, 51,28% eram mulheres e 48,72% homens, tendo uma razão de sexo de 94,99. Em dez anos, o estado apresentou uma taxa de crescimento populacional de 0,74%.
No censo demográfico de 2010, abrigava uma população de 27 386 891 habitantes. Conforme este mesmo censo demográfico, 84,93% dos habitantes moravam na zona urbana e os 15,07% remanescentes na rural.
O Índice de Desenvolvimento Humano da região sul do Brasil é considerado alto conforme o PNUD. Segundo o último levantamento do Instituto de Pesquisa Econômica Aplicada (IPEA), com dados relativos a 2010, o seu valor era de 0,754, estando na segunda colocação ao nível nacional, depois do sudeste. É a terceira região mais populosa do país (depois do Sudeste e do Nordeste), concentrando 14,3% da população brasileira. Entretanto, compreende uma densidade demográfica de 51,91 hab./km², mais de duas vezes maior que a do Brasil como um todo. Seu progresso social e econômico é ligeiramente constante, tanto no campo quanto nas cidades.

### Composição étnica, povos indígenas e migração
Hoje residem na região sul do Brasil pouco mais de 88 mil indígenas. Do total, 36,75% moram em terras indígenas e 63,25% vivem fora. Dentre os 40 409 habitantes, que habitam terras indígenas, 39 738 moradores têm cor ou raça indígena e 22 104 e 671 residentes se acham indígenas. Entre os 47 932 residentes, os quais moram fora de terras indígenas, 41 740 pessoas possuem cor ou raça indígena e 6 192 indivíduos se julgam indígenas.
Segundo pesquisa de autodeclaração do censo de 2022, 21 729 713 sulistas se reconheceram como brancos, 6 499 382 pardos, 1 505 526 pretos, 120 838 amarelos e 81 478 indígenas. Em 2010, 99,76% foram brasileiros (99,63% natos e 0,14% naturalizados) e 0,24% estrangeiros. Dentre os brasileiros, 93,92% são naturais do sul (87,94% do próprio estado) e 5,31% em demais regiões. 3,67% são do sudeste, 1,06% do nordeste, 0,41'% do centro-oeste e 0,17% do norte. Entre os estados de origem dos imigrantes, São Paulo possuía o maior percentual de residentes (2,50%). Este é acompanhado por Minas Gerais (0,81%), Bahia (0,32%), Rio de Janeiro (0,29%), Pernambuco (0,20%) e Mato Grosso do Sul (0,19%).

### Povoamento

#### Colonização jesuítica

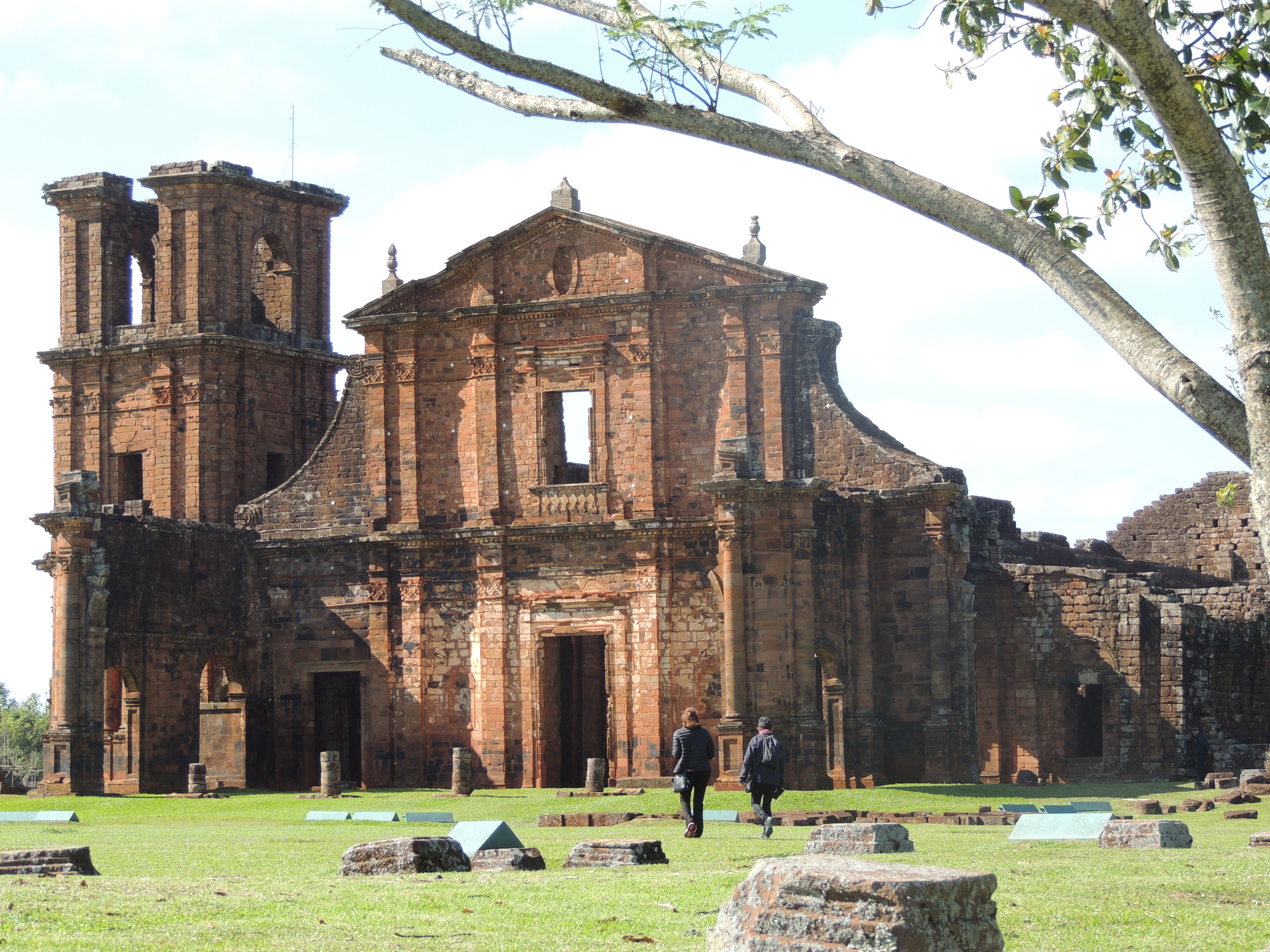
Ruínas de São Miguel das Missões–RS.

Com a finalidade de catequizar os indígenas, jesuítas espanhóis criaram diversas reduções no território do atual Rio Grande do Sul. Essas reduções, cuja economia se encontrava na subordinação da criação de gado e da lavoura, passaram mais tarde por sucessivas dominações de bandeirantes paulistas, que prendiam os indígenas para comercializá-los como escravos. A devastação das reduções espalhou pelo pampa os animais criados pelos missionários. Desde o século XVIII, esse gado começou a ser reivindicado por portugueses e espanhóis que povoavam a região do rio da Prata. Este conflito armado deflagrou a reivindicação pela conquista da terra e favoreceu o aparecimento de enormes latifúndios, que ainda são frequentes no extremo sul.

#### Imigração europeia

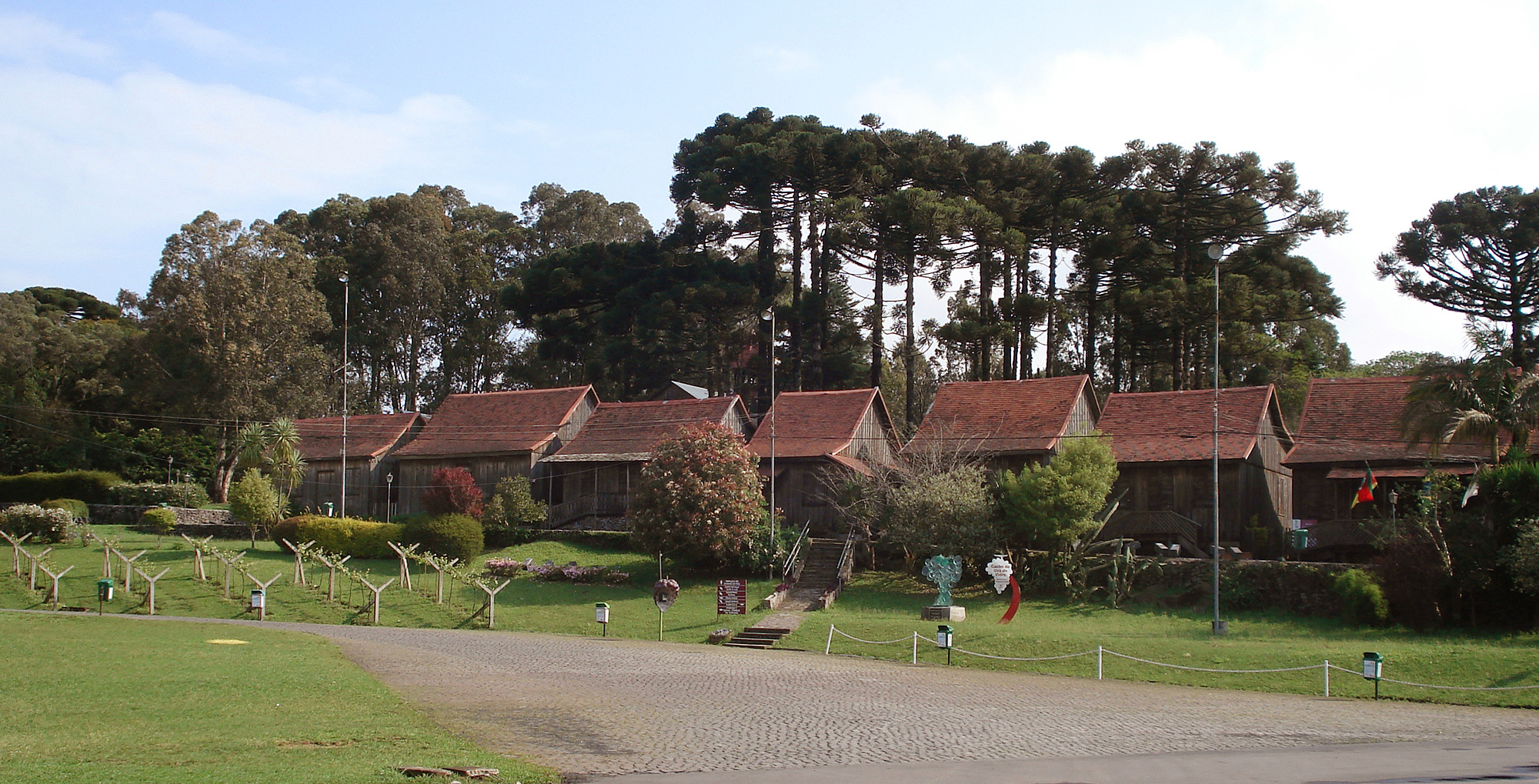
Parte da réplica da antiga Caxias do Sul, no parque de exposições da Festa da Uva, em Caxias do Sul, Brasil.

A colonização da região sul do Brasil seria preenchida com o povoamento em duas etapas. A primeira foi o povoamento açoriano (portugueses) no decorrer do litoral, com ênfase para a Ilha de Santa Catarina, onde se encontra Florianópolis, e para a região de Porto Alegre. A segunda começou do primeiro do século XIX, com a chegada de imigrantes alemães, italianos e, em menor quantidade, russos, poloneses, ucranianos e outros. Eles povoaram os planaltos, com o aspecto de seus hábitos no estilo das casas, no modo de conversar e nos costumes culinários. Foram responsáveis também pela difusão da policultura e do sistema de pequenas propriedades. Por esse motivo que o sul é a região brasileira que apresenta a maior percentagem de pequenas propriedades em seu meio rural.

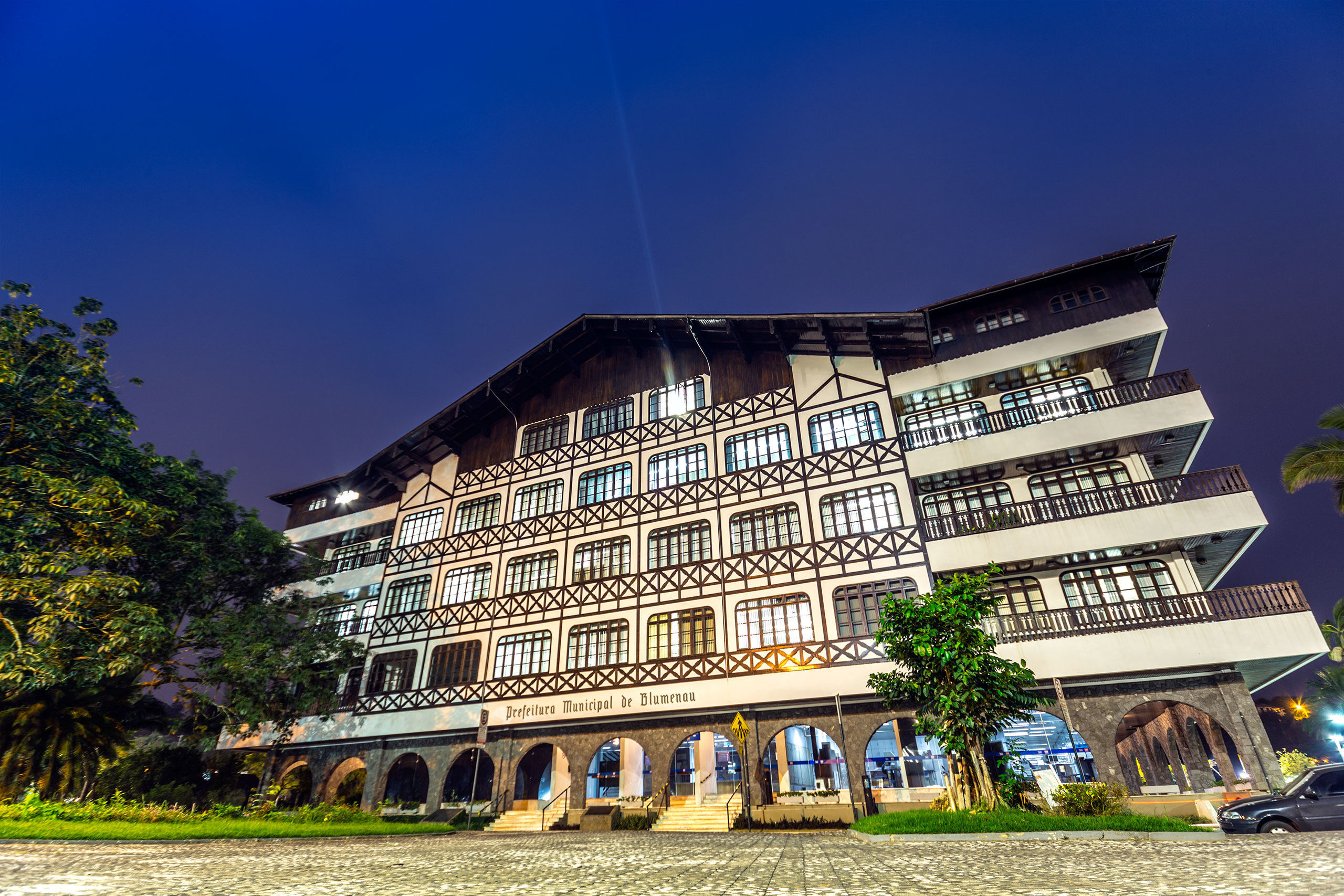
Sede da prefeitura de Blumenau

Os alemães se fixaram especialmente em Santa Catarina, no vale do Itajaí, e do Rio Grande do Sul, no vale dos Sinos. Os italianos colonizaram sobretudo as serras do Rio Grande do Sul, onde difundiram o plantio da uva e a produção do vinho. Ao passo disso, russos, poloneses, ucranianos e demais grupos imigrantes se estabeleceram no oeste de Santa Catarina, no Paraná e demais lugares da região.
Boa parte dos moradores da região sul do Brasil é de procedência europeia, e por essa razão mais de 80% da população sul-brasileira é formada por caucasianos. Certos motivos concorreram para a abrangência da imigração europeia no Sul, começando pelo meio ambiente, principalmente em consequência do clima subtropical. Além disso, fatores históricos também impulsionaram esta aglomeração: no período imperial, era importante garantir a conquista das terras do Sul, porque era uma região escassamente habitada; com o processo da abolição da escravatura, estimulou-se a penetração de mão de obra imigrante; já no século XX, as duas guerras mundiais (1914–1918 e 1939–1945) conduziram à penetração de milhões de europeus que escapavam das lutas armadas.

#### Composição étnica
Assim como ocorre em outras partes do Brasil, a composição genética da população, de maneira geral, reflete uma origem plural, com ancestralidades europeia, indígena e africana, abrangendo categorias identificadas como "brancos", "pardos" e "negros", conforme apontam estudos genéticos. Uma análise realizada em 2011 revelou que, do ponto de vista genético, as distinções entre as regiões brasileiras são menos significativas do que previamente estimado. Ademais, um estudo de 2013, que abrangeu todas as regiões do país, corroborou a existência de ancestralidades europeia, indígena e africana em todas elas, diferenciando-se apenas em termos de proporção. Em todas as regiões analisadas, a ascendência europeia apresentou-se como majoritária, acompanhada por contribuições substanciais de ascendência africana e indígena. No caso específico da região sul do Brasil, foi constatado que, embora predomine a ancestralidade europeia, também estão presentes contribuições de origem africana e indígena.

### Religião

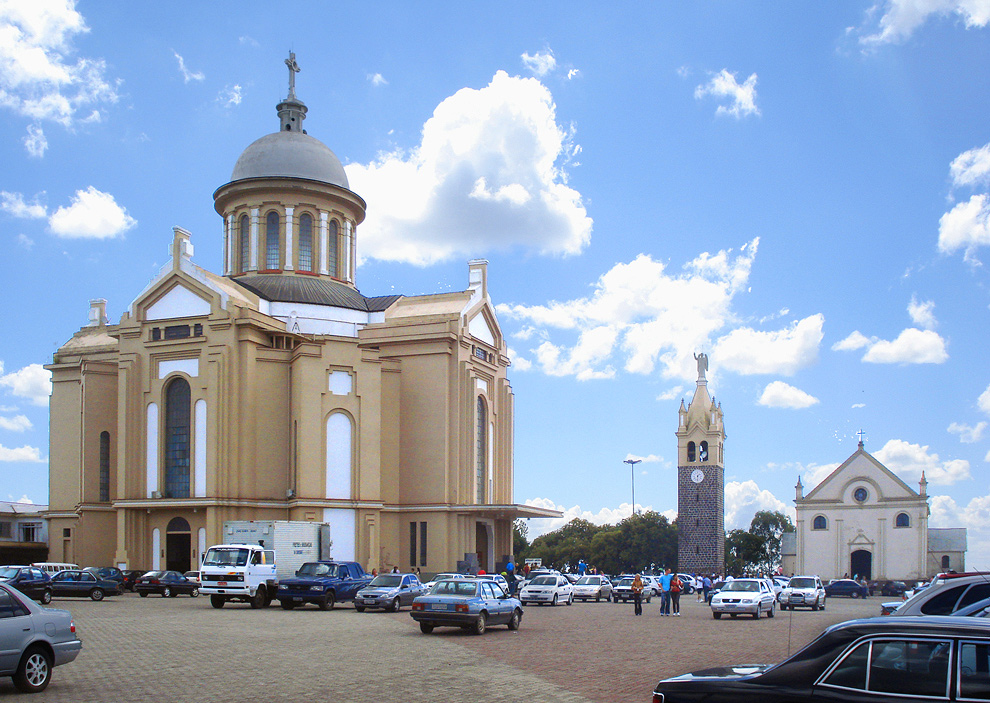
O Santuário de Nossa Senhora de Caravaggio, em Farroupilha.

A religião na região Sul do Brasil é majoritariamente cristã, com o catolicismo romano sendo a denominação dominante, seguido de perto pelo crescimento expressivo do protestantismo nas últimas décadas. De acordo com dados recentes do IBGE e estudos como o "Novo Mapa das Religiões" da Fundação Getúlio Vargas (FGV), cerca de 53% da população do Sul se identifica como católica, o que reflete a forte herança cultural e histórica da colonização europeia, especialmente de portugueses e italianos. Em segundo lugar, os evangélicos representam aproximadamente 30% da população, com destaque para as igrejas pentecostais e neopentecostais, que têm conquistado muitos adeptos na região em um movimento observado em todo o Brasil.

#### Igreja Católica

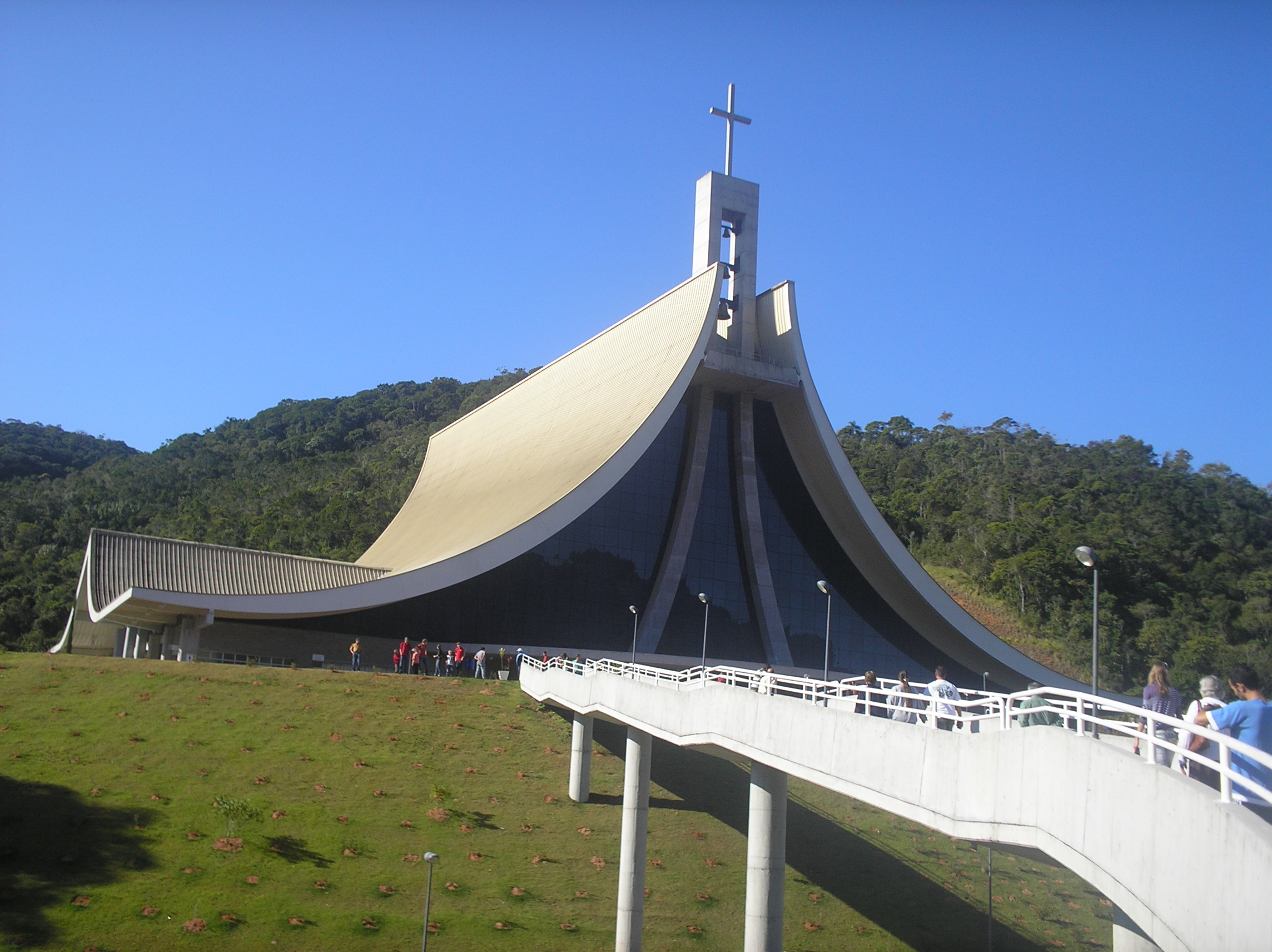
Santuário Madre Paulina, construído em homenagem à primeira santa do Brasil e localizado no município de Nova Trento.

A organização eclesiástica católica no Sul é composta por várias arquidioceses e dioceses, que atendem à população de estados como Paraná, Santa Catarina e Rio Grande do Sul. Entre as principais arquidioceses estão a Arquidiocese de Curitiba e a Arquidiocese de Porto Alegre, que supervisionam diversas dioceses em cidades e áreas rurais, promovendo o trabalho pastoral e social na região. A presença de templos históricos e o calendário de festividades religiosas, como as celebrações de Nossa Senhora Aparecida e Corpus Christi, reforçam a influência católica no cotidiano das comunidades locais.

#### Protestantismo e outras religiões
O protestantismo é diversificado, incluindo denominações históricas como os luteranos e batistas, que são particularmente fortes entre comunidades descendentes de imigrantes alemães e italianos. Além dessas, as igrejas pentecostais, como a Assembleia de Deus e a Igreja do Evangelho Quadrangular, e as neopentecostais, como a Igreja Universal do Reino de Deus, também têm crescido rapidamente. Esse avanço é atribuído a fatores como atividades de evangelização e programas sociais, que atraem fiéis em áreas urbanas e rurais.
A diversidade religiosa também é observada em crenças minoritárias, como o espiritismo, que representa cerca de 3% da população da região, além de religiões de matrizes africanas, que têm menor expressão, mas mantêm uma presença cultural significativa em áreas urbanas. Esses dados mostram como a região sul é um espaço de pluralidade religiosa, combinando tradições estabelecidas com novas expressões de fé.

### Modo de vida e urbanização
Na região sul do Brasil há miséria, desafios habitacionais, alimentares, educacionais e médico-hospitalares. No entanto, quando confrontado com as demais regiões do país, o sul sobressai por possuir os mais altos índices de alfabetização, o mais elevado nível de segurança alimentar e a mais alta esperança de vida do Brasil. É indiscutível que, em quantidades absolutas, o Sudeste do Brasil tem o maior número de instituições educacionais, hospitalares e outros, entretanto, uma apreciação regular alega que o modus vivendi sul-brasileiro é o mais próximo de um país razoavelmente rico.

Apesar da disparidade de regiões urbanizadas e despovoadas, no Sul, não seja tão intensificada quanto nas demais regiões, as cidades, principalmente Curitiba, Porto Alegre e centros urbanos do vale do Itajaí possuem elevadas densidades populacionais. As regiões mais demograficamente vazias do sul se situam na Campanha Gaúcha, em que sua economia predominante é a pecuária extensiva, responsável por contratar poucos trabalhadores.
| Nome                       | Estado            | População |
| -------------------------- | ----------------- | --------- |
| Porto Alegre               | Rio Grande do Sul | 3 960 068 |
| Curitiba                   | Paraná            | 3 168 980 |
| Norte/Nordeste Catarinense | Santa Catarina    | 1 094 570 |
| Florianópolis              | Santa Catarina    | 1 012 831 |
| Londrina                   | Paraná            | 801 756   |
| Serra Gaúcha               | Rio Grande do Sul | 735 276   |
| Vale do Itajaí             | Santa Catarina    | 689 909   |
| Maringá                    | Paraná            | 612 617   |
| Zona Sul                   | Rio Grande do Sul | 577 578   |
| Carbonífera                | Santa Catarina    | 550 243   |
| Foz do Rio Itajaí          | Santa Catarina    | 532 830   |
| Chapecó                    | Santa Catarina    | 403 458   |

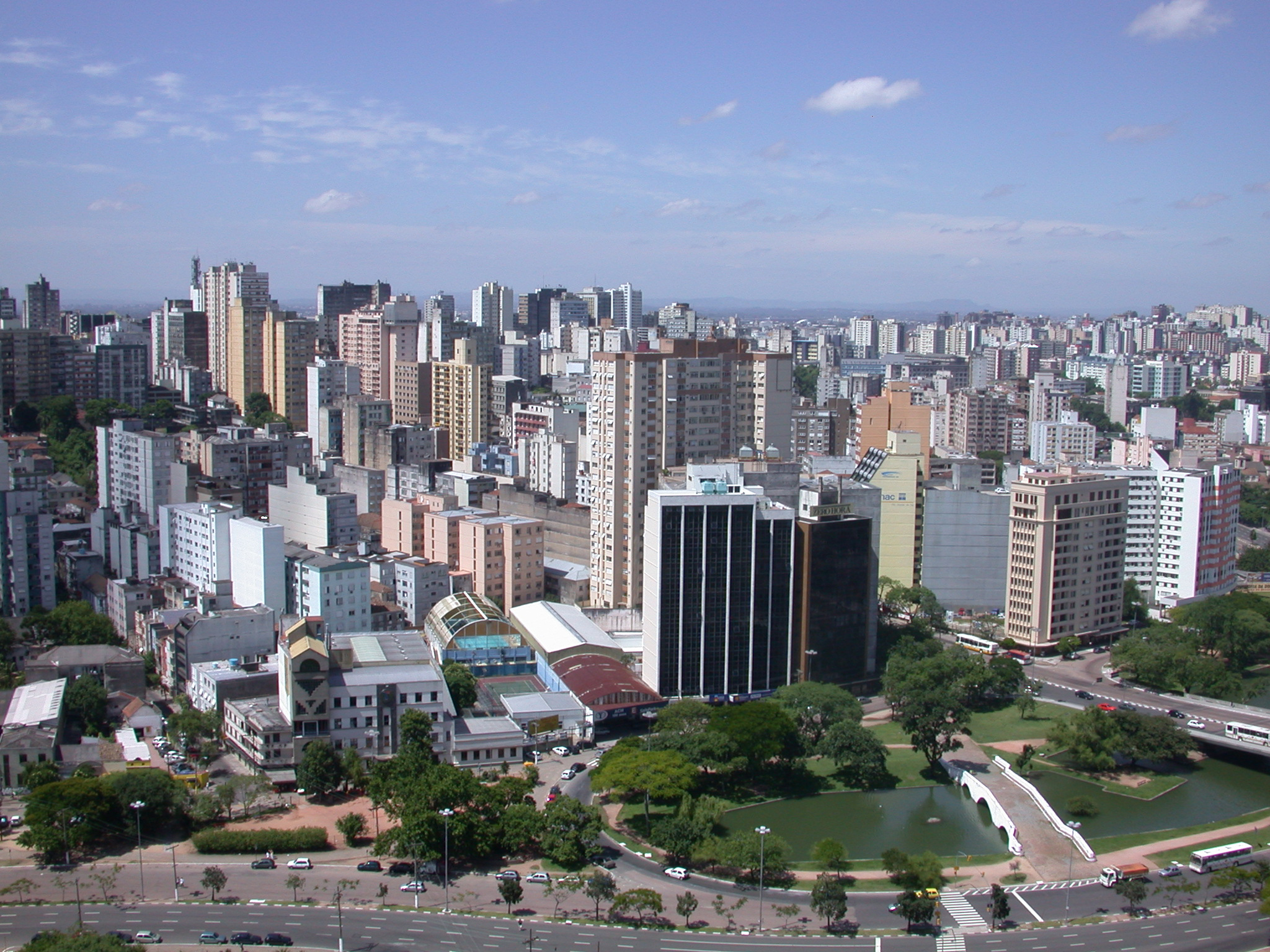
A Grande Porto Alegre é a maior área metropolitana da Região Sul, e a quarta mais populosa do Brasil.

A Grande Porto Alegre destaca-se como a maior área metropolitana da região sul do Brasil e a quarta mais populosa do país, superada apenas pelas Regiões Metropolitanas de São Paulo, Rio de Janeiro e Belo Horizonte. Esta área apresenta o quarto maior Produto Interno Bruto (PIB) do Brasil e constitui a 82.ª maior aglomeração urbana no âmbito mundial. A Grande Curitiba é a segunda maior concentração populacional metropolitana no sul do Brasil e a oitava mais populosa do país, além de ser a 118ª maior aglomeração urbana do mundo.
O estado de Santa Catarina conta com o maior número de regiões metropolitanas entre os estados brasileiros, totalizando oito. Conforme relatado pelo governo estadual, essas regiões contribuem para uma administração mais eficaz e organizada do território catarinense. Em 1998, por intermédio de lei complementar estadual, foram criadas as RMs de Londrina e Maringá, no Paraná. A de Umuarama, a quarta do estado, foi instituída em 2012 e, em 2015, foram fundadas mais outras quatro: Apucarana, Campo Mourão, Cascavel e Toledo, ultrapassando para oito atuais.
Além das regiões metropolitanas, existem as aglomerações urbanas, que representam uma fase preliminar de desenvolvimento antes de se tornarem regiões metropolitanas. No Rio Grande do Sul, destacam-se três aglomerações urbanas: a Aglomeração urbana do Sul, centrada em Pelotas e com uma dinâmica econômica voltada ao Porto de Rio Grande, que envolve outras três cidades e possui aproximadamente 580.000 habitantes; a Região Metropolitana da Serra Gaúcha, localizada na região serrana e com sede em Caxias do Sul, abrangendo nove cidades e com uma população de aproximadamente 720.000 habitantes; e a Aglomeração urbana do Litoral Norte, centrada em Osório e cobrindo cerca de metade do litoral do estado, com 20 cidades e uma população de aproximadamente 285.000 habitantes.

A mecanização da agricultura e da agroindústria propiciam a transferência de famílias do campo para a cidade. No Sul, a qual possui as mais baixas porcentagens nas migrações internas do Brasil, 82% da população mora em cidades. A decorrência emergente deste elevado nível de ocupação urbana é o aparecimento dos bolsões de miséria nas cidades mais importantes da região. A imensa pobreza afeta até mesmo parte da população de Curitiba, a capital paranaense, tida como modelo internacional de centro urbano.

### Problemas atuais

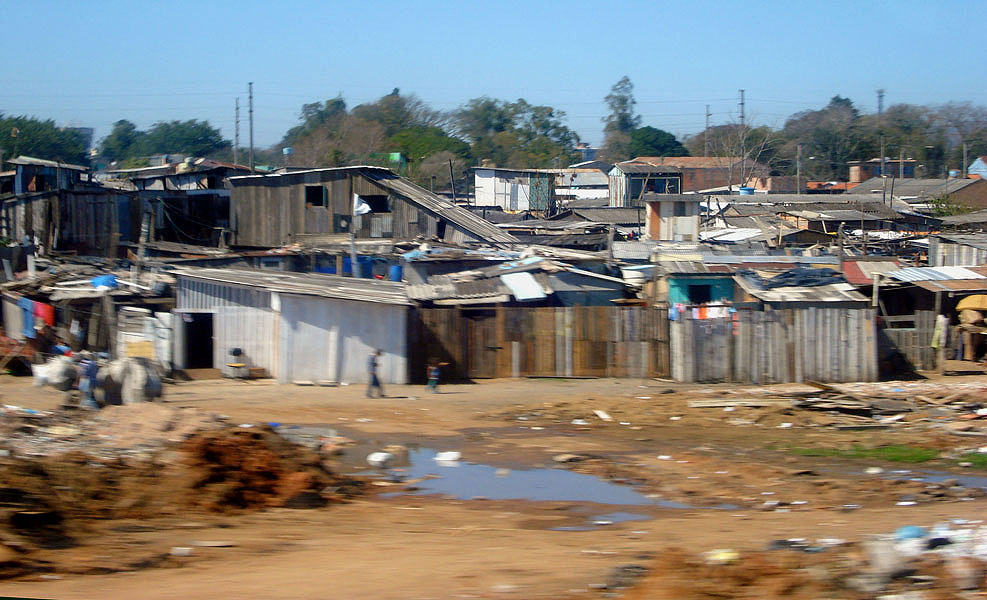
Favelas na entrada norte da cidade de Porto Alegre.

O pior desafio enfrentado pela região sul do Brasil é habitual para todo o país: a crescente disparidade na divisão de renda. No entanto, no Sul, a dicotomia entre a abastança de poucos e os escassos recursos de muitos não é tão grande como no Sudeste ou no Nordeste. Comprova-se, somente na presença de comunidades de casebres improvisados, ou seja, favelas, nas maiores cidades, nos elevados indicadores de iliteracia em determinadas regiões, nas péssimas condições habitacionais e no atendimento médico precário.
Além desses desafios, a região sul encara:
- Exageros do clima: O clima subtropical, mesmo que aprazível em boa parte do ano, é conhecido por constantes geadas, de resultados drásticos para a agricultura. Além disso, chuvas torrenciais podem provocar cheias irreprimíveis, de resultados drásticos para a população e a economia.
- Dificuldades de ordem humana: Boa parte da população até o momento utiliza métodos agropecuários ultrapassados, conseguindo uma produtividade bem inferior ao padrão. Além disso, a mecanização agrícola conduz à demissão, ocasionando a transferência para demais estados e o aparecimento de boias-frias. Estes camponeses latifundários são empregados provisoriamente para serviços, os quais demandam grande número de trabalhadores, e exonerados mais tarde. Suas condições de emprego, bem-estar e habitação são bem piores.

Para os desafios resultantes das condições naturais, existem expectativas de saída: métodos para lutar contra a força das geadas passam a ser elaborados em todas as regiões críticas. Havendo a possibilidade de desafios de natureza social, com origens históricas, as saídas demandam mais tempo, mas não são inviáveis; hoje, o desenvolvimento dos meios de transporte e o alargamento da rede de telecomunicações possibilitam projetos de literacia e assistência médico-sanitária para as populações mais afastadas.

## Governo e política

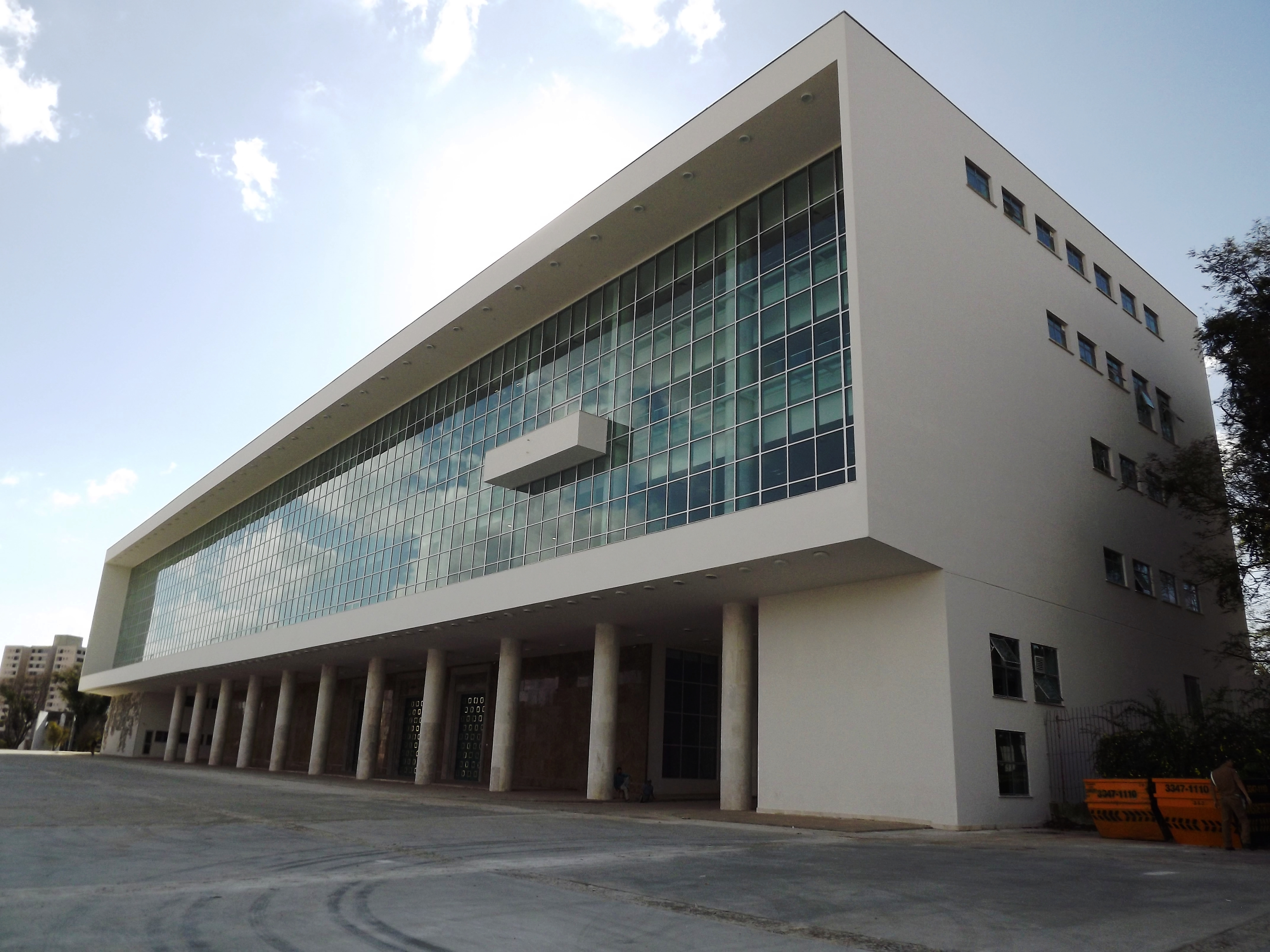
Palácio Iguaçu, sede do poder executivo do estado do Paraná, em Curitiba, Brasil.

A Região Sul, composta pelos estados do Paraná, Santa Catarina e Rio Grande do Sul, possui uma estrutura de governo baseada nos três poderes: Executivo, Legislativo e Judiciário, como estabelecido pela Constituição Federal de 1988. Cada estado possui um governador eleito para um mandato de quatro anos, com possibilidade de reeleição. As assembleias legislativas são compostas por deputados estaduais, cujas quantidades variam conforme a população de cada estado: Paraná com 54 deputados, Rio Grande do Sul com 55 e Santa Catarina com 40. O poder Legislativo nos estados sulistas, assim como em outras unidades federativas, é responsável por elaborar leis estaduais e fiscalizar o Executivo local.

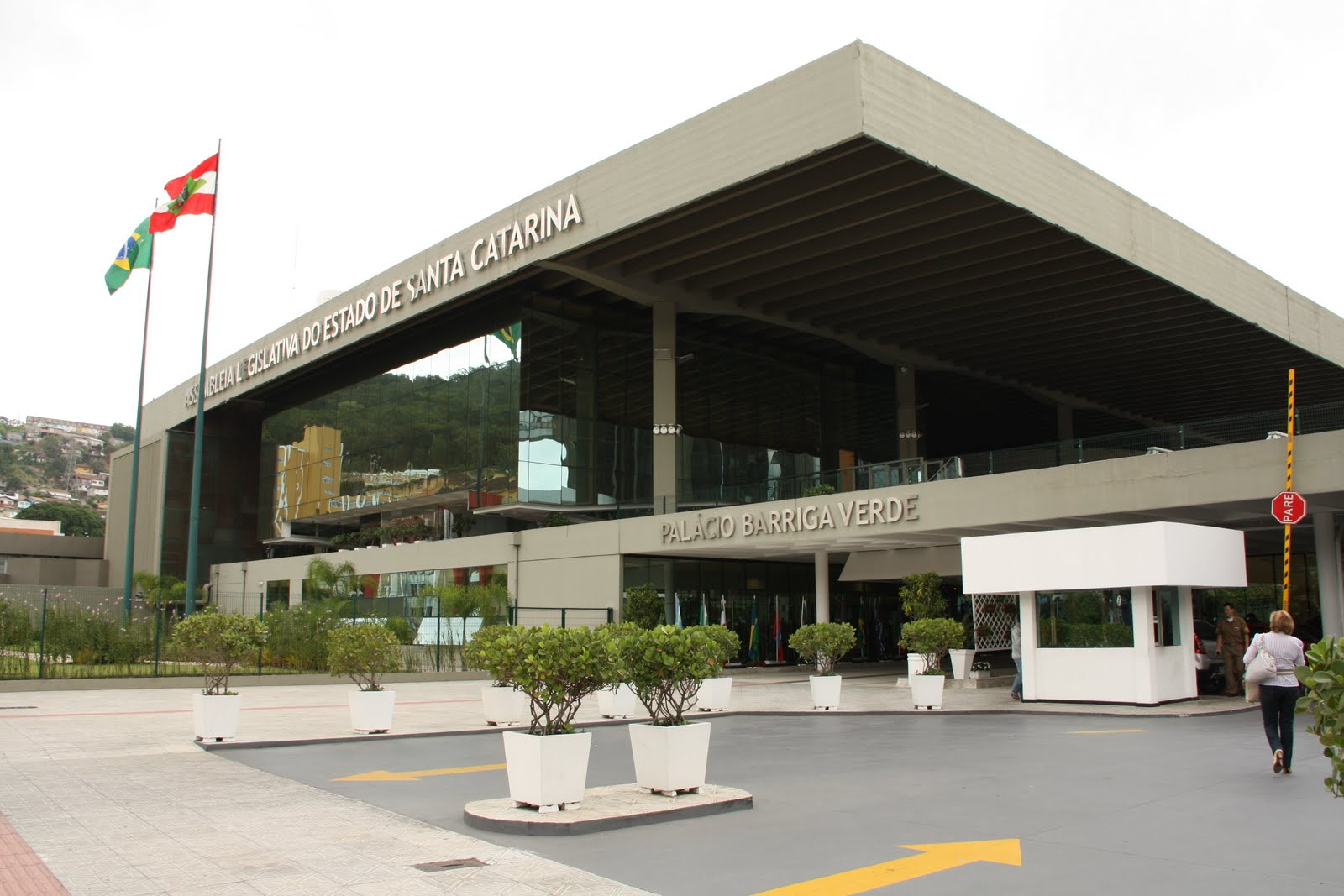
Palácio Barriga Verde, onde funciona a Assembleia Legislativa de Santa Catarina, sede do poder legislativo.

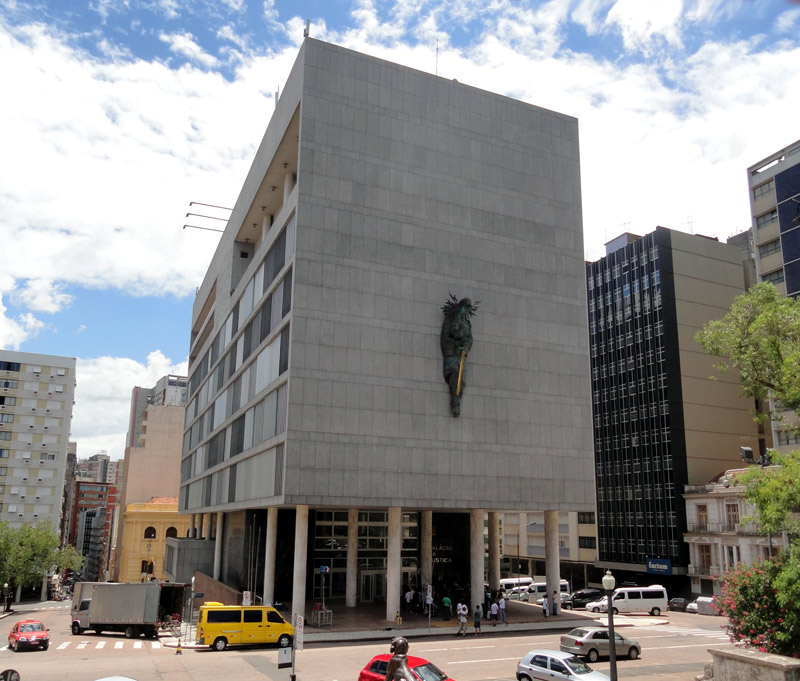
Palácio da Justiça, sede do poder judiciário do estado do Rio Grande do Sul.

O Poder Judiciário na região segue a organização nacional, contando com tribunais de justiça nos três estados. Esses tribunais atuam principalmente em causas estaduais e, no caso de questões de grande repercussão, possuem tribunais superiores, como o Tribunal Regional Federal da 4ª Região (TRF-4), que abrange a jurisdição dos três estados para casos de competência federal. Além disso, os estados dispõem de tribunais eleitorais próprios, que fiscalizam e organizam o processo eleitoral, garantindo a transparência e a segurança das eleições regionais e municipais.
No contexto eleitoral, a região sul tem uma relevância significativa no cenário nacional. Em 2022, por exemplo, o número de eleitores registrados na região representou cerca de 15% do eleitorado brasileiro, com o Paraná somando aproximadamente 8,5 milhões de eleitores, seguido pelo Rio Grande do Sul com cerca de 8,4 milhões, e Santa Catarina com 5,4 milhões. A região é conhecida por sua participação ativa em processos eleitorais e, historicamente, apresenta altos índices de comparecimento às urnas. Este perfil eleitoral contribui de forma expressiva na definição de cargos políticos em âmbitos local e federal, especialmente considerando o cenário político diversificado dos três estados.

## Subdivisões

### Unidades federativas

1 - Paraná
2 - Santa Catarina
3 - Rio Grande do Sul.

A região sul do Brasil compreende três unidades federativas: Rio Grande do Sul, instituído em 1737 e partilhado em 497 comunas, Santa Catarina, criada em 1738 e fragmentada em 295 cidades, e Paraná, fundado em 1853 e dividido em 399 municípios. Suas capitais, são, nesta ordem, Porto Alegre, fundada em 1772, Florianópolis, estabelecida em 1673, e Curitiba, criada em 1693.
Todos os três estados são delimitados pelo oceano Atlântico, entretanto, compartilham fronteiras secas e fluviais com países vizinhos como o Paraguai, a Argentina e o Uruguai.
O maior estado em área é o Rio Grande do Sul, localizado mais ao sul do país, com 281 730,223 km², e o mais populoso, em 2022, é o Paraná, situado ao norte, com 11 824 665 habitantes. O menor e o mais central dos estados é Santa Catarina, com 95 730,690 km².
O Rio Grande do Sul possui o maior PIB, com R$ 581 284 bilhões, depois vem o Paraná, com R$ 549 973 bilhões. Embora seja o estado mais pobre da região em PIB, Santa Catarina se encontra entre os primeiros mais ricos do Brasil neste quesito, com R$ 428 571 bilhões. O maior PIB per capita é do estado do Rio Grande do Sul, com R$ 50 693,51, depois vem Santa Catarina, com R$ 58 400,55. Apesar de ser o menor em PIB per capita, o Paraná está dentre os maiores do Brasil nesta questão, com R$ 47 421,76.
O maior estado em IDH é Santa Catarina, com 0,792, à frente do Rio Grande do Sul, com 0,771, e do Paraná. Mesmo sendo o estado com a mais baixa qualidade de vida, o Paraná está entre os primeiros maiores IDHs do Brasil, com 0,769.

### Regiões geográficas intermediárias e imediatas
| Região geográfica intermediária e código | Número de municípios | Região geográfica imediata       | Número de municípios |
| ---------------------------------------- | -------------------- | -------------------------------- | -------------------- |
| Porto Alegre (4301)                      | 90                   | Porto Alegre                     | 23                   |
| Porto Alegre (4301)                      | 90                   | Novo Hamburgo-São Leopoldo       | 22                   |
| Porto Alegre (4301)                      | 90                   | Tramandaí-Osório                 | 10                   |
| Porto Alegre (4301)                      | 90                   | Taquara-Parobé-Igrejinha         | 6                    |
| Porto Alegre (4301)                      | 90                   | Camaquã                          | 9                    |
| Porto Alegre (4301)                      | 90                   | Charqueadas-Triunfo-São Jerônimo | 6                    |
| Porto Alegre (4301)                      | 90                   | Montenegro                       | 7                    |
| Porto Alegre (4301)                      | 90                   | Torres                           | 7                    |
| Pelotas (4302)                           | 24                   | Pelotas                          | 17                   |
| Pelotas (4302)                           | 24                   | Bagé                             | 7                    |
| Santa Maria (4303)                       | 40                   | Santa Maria                      | 25                   |
| Santa Maria (4303)                       | 40                   | São Gabriel-Caçapava do Sul      | 6                    |
| Santa Maria (4303)                       | 40                   | Cachoeira do Sul                 | 4                    |
| Santa Maria (4303)                       | 40                   | Santiago                         | 5                    |
| Uruguaiana (4304)                        | 10                   | Uruguaiana                       | 4                    |
| Uruguaiana (4304)                        | 10                   | Santana do Livramento            | 3                    |
| Uruguaiana (4304)                        | 10                   | São Borja                        | 3                    |
| Ijuí (4305)                              | 77                   | Ijuí                             | 16                   |
| Ijuí (4305)                              | 77                   | Santa Rosa                       | 12                   |
| Ijuí (4305)                              | 77                   | Santo Ângelo                     | 8                    |
| Ijuí (4305)                              | 77                   | Três Passos                      | 16                   |
| Ijuí (4305)                              | 77                   | São Luiz Gonzaga                 | 9                    |
| Ijuí (4305)                              | 77                   | Três de Maio                     | 8                    |
| Ijuí (4305)                              | 77                   | Cerro Largo                      | 8                    |
| Passo Fundo (4306)                       | 144                  | Passo Fundo                      | 16                   |
| Passo Fundo (4306)                       | 144                  | Erechim                          | 30                   |
| Passo Fundo (4306)                       | 144                  | Cruz Alta                        | 11                   |
| Passo Fundo (4306)                       | 144                  | Carazinho                        | 15                   |
| Passo Fundo (4306)                       | 144                  | Frederico Westphalen             | 18                   |
| Passo Fundo (4306)                       | 144                  | Marau                            | 12                   |
| Passo Fundo (4306)                       | 144                  | Soledade                         | 8                    |
| Passo Fundo (4306)                       | 144                  | Tapejara-Sananduva               | 11                   |
| Passo Fundo (4306)                       | 144                  | Lagoa Vermelha                   | 9                    |
| Passo Fundo (4306)                       | 144                  | Palmeira das Missões             | 8                    |
| Passo Fundo (4306)                       | 144                  | Nonoai                           | 6                    |
| Caxias do Sul (4307)                     | 54                   | Caxias do Sul                    | 18                   |
| Caxias do Sul (4307)                     | 54                   | Bento Gonçalves                  | 14                   |
| Caxias do Sul (4307)                     | 54                   | Nova Prata-Guaporé               | 14                   |
| Caxias do Sul (4307)                     | 54                   | Vacaria                          | 8                    |
| Santa Cruz do Sul-Lajeado (4308)         | 58                   | Santa Cruz do Sul                | 14                   |
| Santa Cruz do Sul-Lajeado (4308)         | 58                   | Lajeado                          | 25                   |
| Santa Cruz do Sul-Lajeado (4308)         | 58                   | Sobradinho                       | 9                    |
| Santa Cruz do Sul-Lajeado (4308)         | 58                   | Encantado                        | 10                   |

| Região geográfica intermediária | Código | Número de municípios | Regiões geográficas imediatas | Código | Número de municípios |
| ------------------------------- | ------ | -------------------- | ----------------------------- | ------ | -------------------- |
| Florianópolis                   | 4201   | 17                   | Florianópolis                 | 420001 | 17                   |
| Criciúma                        | 4202   | 44                   | Criciúma                      | 420002 | 13                   |
| Criciúma                        | 4202   | 44                   | Tubarão                       | 420003 | 17                   |
| Criciúma                        | 4202   | 44                   | Araranguá                     | 420004 | 14                   |
| Lages                           | 4203   | 24                   | Lages                         | 420005 | 18                   |
| Lages                           | 4203   | 24                   | Curitibanos                   | 420006 | 6                    |
| Chapecó                         | 4204   | 109                  | Chapecó                       | 420007 | 32                   |
| Chapecó                         | 4204   | 109                  | Joaçaba-Herval d'Oeste        | 420008 | 18                   |
| Chapecó                         | 4204   | 109                  | São Miguel do Oeste           | 420009 | 20                   |
| Chapecó                         | 4204   | 109                  | Concórdia                     | 420010 | 12                   |
| Chapecó                         | 4204   | 109                  | Xanxerê                       | 420011 | 13                   |
| Chapecó                         | 4204   | 109                  | Maravilha                     | 420012 | 8                    |
| Chapecó                         | 4204   | 109                  | São Lourenço do Oeste         | 420013 | 6                    |
| Caçador                         | 4205   | 16                   | Caçador                       | 420014 | 6                    |
| Caçador                         | 4205   | 16                   | Videira                       | 420015 | 10                   |
| Joinville                       | 4206   | 25                   | Joinville                     | 420016 | 12                   |
| Joinville                       | 4206   | 25                   | Mafra                         | 420017 | 10                   |
| Joinville                       | 4206   | 25                   | São Bento do Sul-Rio Negrinho | 420018 | 3                    |
| Blumenau                        | 4207   | 60                   | Blumenau                      | 420019 | 12                   |
| Blumenau                        | 4207   | 60                   | Itajaí                        | 420020 | 12                   |
| Blumenau                        | 4207   | 60                   | Brusque                       | 420021 | 7                    |
| Blumenau                        | 4207   | 60                   | Rio do Sul                    | 420022 | 17                   |
| Blumenau                        | 4207   | 60                   | Ibirama-Presidente Getúlio    | 420023 | 6                    |
| Blumenau                        | 4207   | 60                   | Ituporanga                    | 420024 | 6                    |

| Região geográfica intermediária | Código | Número de municípios | Região geográfica imediata          | Código | Número de municípios |
| ------------------------------- | ------ | -------------------- | ----------------------------------- | ------ | -------------------- |
| Curitiba                        | 4101   | 45                   | Curitiba                            | 410001 | 29                   |
| Curitiba                        | 4101   | 45                   | Paranaguá                           | 410002 | 7                    |
| Curitiba                        | 4101   | 45                   | União da Vitória                    | 410003 | 9                    |
| Guarapuava                      | 4102   | 19                   | Guarapuava                          | 410004 | 12                   |
| Guarapuava                      | 4102   | 19                   | Pitanga                             | 410005 | 7                    |
| Cascavel                        | 4103   | 100                  | Cascavel                            | 410006 | 23                   |
| Cascavel                        | 4103   | 100                  | Foz do Iguaçu                       | 410007 | 7                    |
| Cascavel                        | 4103   | 100                  | Toledo                              | 410008 | 14                   |
| Cascavel                        | 4103   | 100                  | Francisco Beltrão                   | 410009 | 21                   |
| Cascavel                        | 4103   | 100                  | Pato Branco                         | 410010 | 15                   |
| Cascavel                        | 4103   | 100                  | Laranjeiras do Sul-Quedas do Iguaçu | 410011 | 8                    |
| Cascavel                        | 4103   | 100                  | Dois Vizinhos                       | 410012 | 6                    |
| Cascavel                        | 4103   | 100                  | Marechal Cândido Rondon             | 410013 | 6                    |
| Maringá                         | 4104   | 115                  | Maringá                             | 410014 | 23                   |
| Maringá                         | 4104   | 115                  | Campo Mourão                        | 410015 | 24                   |
| Maringá                         | 4104   | 115                  | Umuarama                            | 410016 | 22                   |
| Maringá                         | 4104   | 115                  | Paranavaí                           | 410017 | 17                   |
| Maringá                         | 4104   | 115                  | Cianorte                            | 410018 | 11                   |
| Maringá                         | 4104   | 115                  | Paranacity-Colorado                 | 410019 | 11                   |
| Maringá                         | 4104   | 115                  | Loanda                              | 410020 | 7                    |
| Londrina                        | 4105   | 94                   | Londrina                            | 410021 | 23                   |
| Londrina                        | 4105   | 94                   | Santo Antônio da Platina            | 410022 | 19                   |
| Londrina                        | 4105   | 94                   | Apucarana                           | 410023 | 13                   |
| Londrina                        | 4105   | 94                   | Cornélio Procópio-Bandeirantes      | 410024 | 18                   |
| Londrina                        | 4105   | 94                   | Ivaiporã                            | 410025 | 15                   |
| Londrina                        | 4105   | 94                   | Ibaiti                              | 410026 | 6                    |
| Ponta Grossa                    | 4106   | 26                   | Ponta Grossa                        | 410027 | 12                   |
| Ponta Grossa                    | 4106   | 26                   | Telêmaco Borba                      | 410028 | 7                    |
| Ponta Grossa                    | 4106   | 26                   | Irati                               | 410029 | 7                    |

## Economia

### Setor primário

#### Agricultura

A plantação de maçãs e a fabricação de sidras no Brasil são características economicamente marcantes da colonização alemã nos estados de SC e RS.

Em boa parte do território sul-brasileiro, prevalece a criação de gado, entretanto, fonte de renda de maior lucratividade e a qual contrata maior quantidade de mão de obra é a agricultura.
Os estados sulistas possuem na agricultura a essência de sua economia, malgrado o célere desenvolvimento da industrialização. Plantio agrário diversificado, alto índice de mecanização e utilização de métodos inovadores tornam a região um verdadeiro empório de alimentos, consumidos em todo o país.
Sobre a agricultura, a região Sul é uma grande produtora de soja, milho, tabaco, arroz, uva, maçã, trigo, aveia, cana de açúcar, erva-mate, melancia, mandioca, feijão, tangerina, pêssego, entre outros produtos. Na soja, a maior cultura, na safra de 2023/2024, o Rio Grande do Sul produziu 18,3 milhões de toneladas e o Paraná 18,7 milhões - a Região Sul, se fosse um país independente, seria o 4º maior produtor deste grão no mundo. Os dois estados são o 2º e o 3º maiores produtores do grão no país. No arroz, O Rio Grande do Sul possuía 68% da produção brasileira em 2024, com aproximadamente 7 milhões de toneladas, e Santa Catarina produzia 11% do total nacional. No milho, em 2024/2025 o Rio Grande do Sul colheu quase 15 milhões de toneladas e o Paraná 18 milhões, sendo a Região Sul também uma das áreas onde mais se produz milho no mundo. O Sul também é o maior produtor de tabaco do país, cultura que é praticamente toda exportada. Em 2024 o Rio Grande do Sul era o maior produtor nacional, com cerca de 300 mil toneladas e exportações com valor próximo a R$ 5 bilhões. O Paraná produzia perto de 200 mil toneladas anuais. Sobre a uva, O Rio Grande do Sul é o maior produtor brasileiro e tem aproximadamente 90% da produção nacional destinada ao processamento de vinhos, sucos e espumantes. O estado produzia, em 2024, 49% das uvas do país e o Paraná produzia 4%. A maçã é quase que um monopólio da Região Sul em relação à produção brasileira - em 2024, Santa Catarina produzia quase 55%, o Rio Grande do Sul quase 42% e o Paraná quase 3% da produção brasileira. O mesmo pode-se dizer da erva-mate, onde em 2024 o Paraná era o maior produtor, e o Rio Grande do Sul o 2º maior produtor e maior exportador. No trigo, o Rio Grande do Sul e o Paraná também respondem por quase toda a produção nacional - em 2023 o Paraná produzia 3,6 milhões de toneladas e o Rio Grande do Sul, 2,6 milhões. Na melancia, o Rio Grande do Sul está entre os maiores produtores do país, principalmente no sul do estado. No feijão, desde os anos 90 o Paraná é o maior produtor do Brasil, com cerca de 650 mil toneladas em 2024. O Paraná também é um grande produtor de cana de açúcar, tendo colhido cerca de 36 milhões de toneladas em 2024. A Região Sul também produz 80% do pêssego do país. Na mandioca, o Paraná é o 2º maior produtor do país e o principal produtor de mandioca com finalidade industrial. O Rio Grande do Sul também se encontra entre os principais produtores. 

#### Pecuária

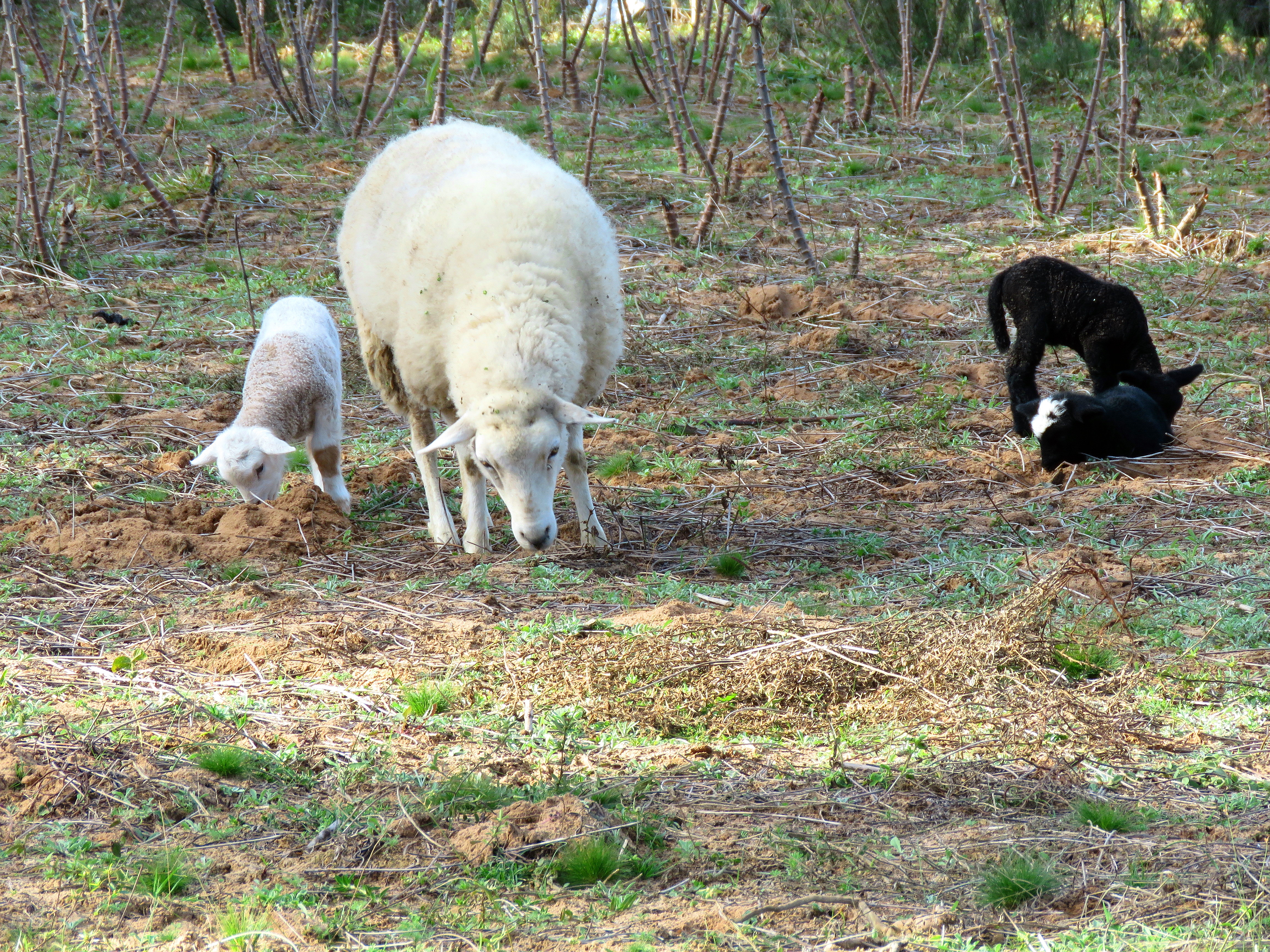
Ovelhas em Viamão, Rio Grande do Sul.

Os campos sulinos são um ótimo pasto orgânico para a bovinocultura, especialmente na Campanha Gaúcha ou pampa, no estado do Rio Grande do Sul. Pratica-se aí uma pecuária extensiva, e produzem-se, além de bois, também ovelhas. Em 2023, a Região Sul possuía 25,3 milhões de bovinos, 10,6% do rebanho brasileiro, e em 2022 possuía 4,2 milhões de ovinos, 19,77% do rebanho do país.
Nos estados sulistas, possui importante destaque a produção de porcos, fonte de renda na qual a região é a maior do país. Essa produção se desenrola de maneira simultânea ao plantio do milho, empregado como comida do rebanho. A carne, além de suprir a demanda alimentar da população, é utilizado como matéria-prima para importantes abatedouros, como a Perdigão e a Sadia. A Região Sul é a maior produtora de carne de frango - em 2023, tinha cerca de 60% de participação na produção brasileira - e de carne suína - com quase 68% do total nacional - do país, sendo também a maior exportadora de carne de aves e carne suína do país, com participações de 78% e de 93% respectivamente, no mesmo ano.
A pecuária intensiva também é grandemente praticada na região Sul, que disputa com o Sudeste a liderança na fabricação brasileira de leite. Em 2023, cerca de um terço (33,57%) do leite produzido no Brasil era oriundo da Região Sul, com o Paraná liderando com 12,88%. O Noroeste Riograndense era a principal região produtora de leite no país, seguida do Oeste Catarinense. As indústrias de laticínios, como, por exemplo, a Batavo, a Lacticínios Tirol e a Cooperativa Piá, produzem parte do leite fabricado no sul.
O Sul também é o maior produtor de mel do país, onde tinha quase 37% da produção nacional em 2022. 

#### Extrativismo

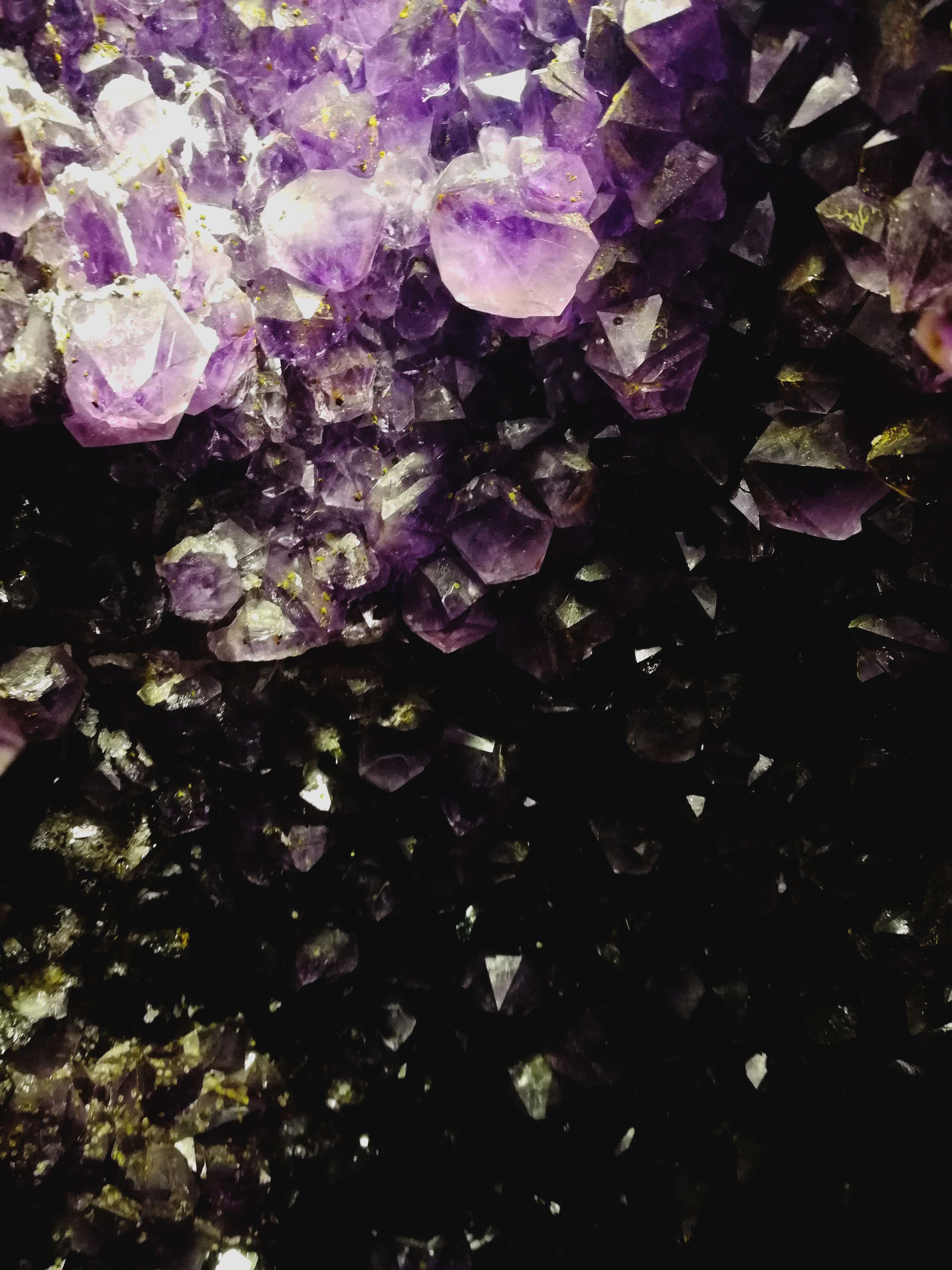
Mina de ametista em Ametista do Sul, no Rio Grande do Sul.

O extrativismo, apesar de ser uma fonte de renda secundária no sul, é muito praticada em seus três gêneros:
- Extrativismo vegetal: na floresta ombrófila mista, da qual se extraem a araucária, a imbuia, a erva-mate e algumas outras espécies, usadas especialmente pelas serrarias e indústrias de papel e celulose;
- Extrativismo animal: no decorrer da fímbria litorânea, com uma extração de pesca, a qual corresponde a mais de 25% de toda a produção nacional, com destaque para a merluza, a sardinha, o camarão, a tainha, etc;
- Extrativismo mineral: uma importante fonte de renda da região.

O sul sobressai na extração de chumbo e cobre, além de compreender minas de xisto betuminoso. Seu mais expressivo produto mineral, todavia, é o carvão. As reservas deste minério estão centralizadas no estado de Santa Catarina (três quartos da extração do país), com destaque para os municípios de Criciúma, Urussanga, Tubarão, Laguna e Araranguá, os quais produzem 50% do consumo de carvão pelo Brasil. Além de experimentar enorme utilização no setor siderúrgico, mormente do sudeste, o carvão é também aproveitado nas usinas termelétricas da região.
Criciúma, em Santa Catarina, é o município brasileiro que mais sobressai na extração de carvão mineral. No entanto, este produto apresenta um aspecto ameaçador: o pó do carvão, arremessado para o ar pelas jazidas, solta o gás carbônico e demais contaminantes, os quais, despencando no solo ou conduzidos pela chuva, atacam prejudicialmente o bem-estar do homem, os animais e os vegetais.

### Setor secundário

#### Indústria
A região sul do Brasil é responsável por aproximadamente 20% do Produto Interno Bruto (PIB) industrial nacional.

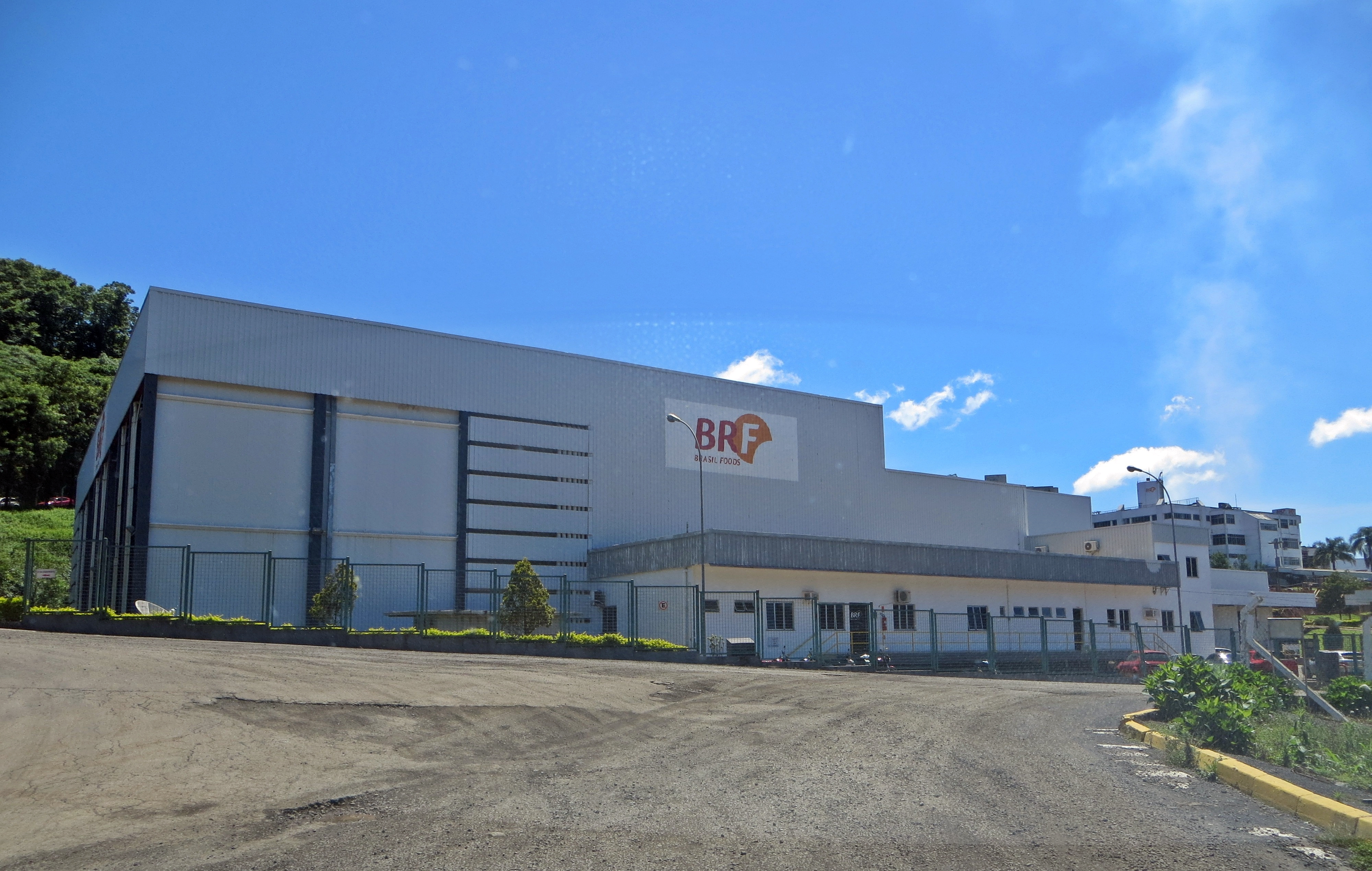
Fábrica da BRF em Santa Catarina.

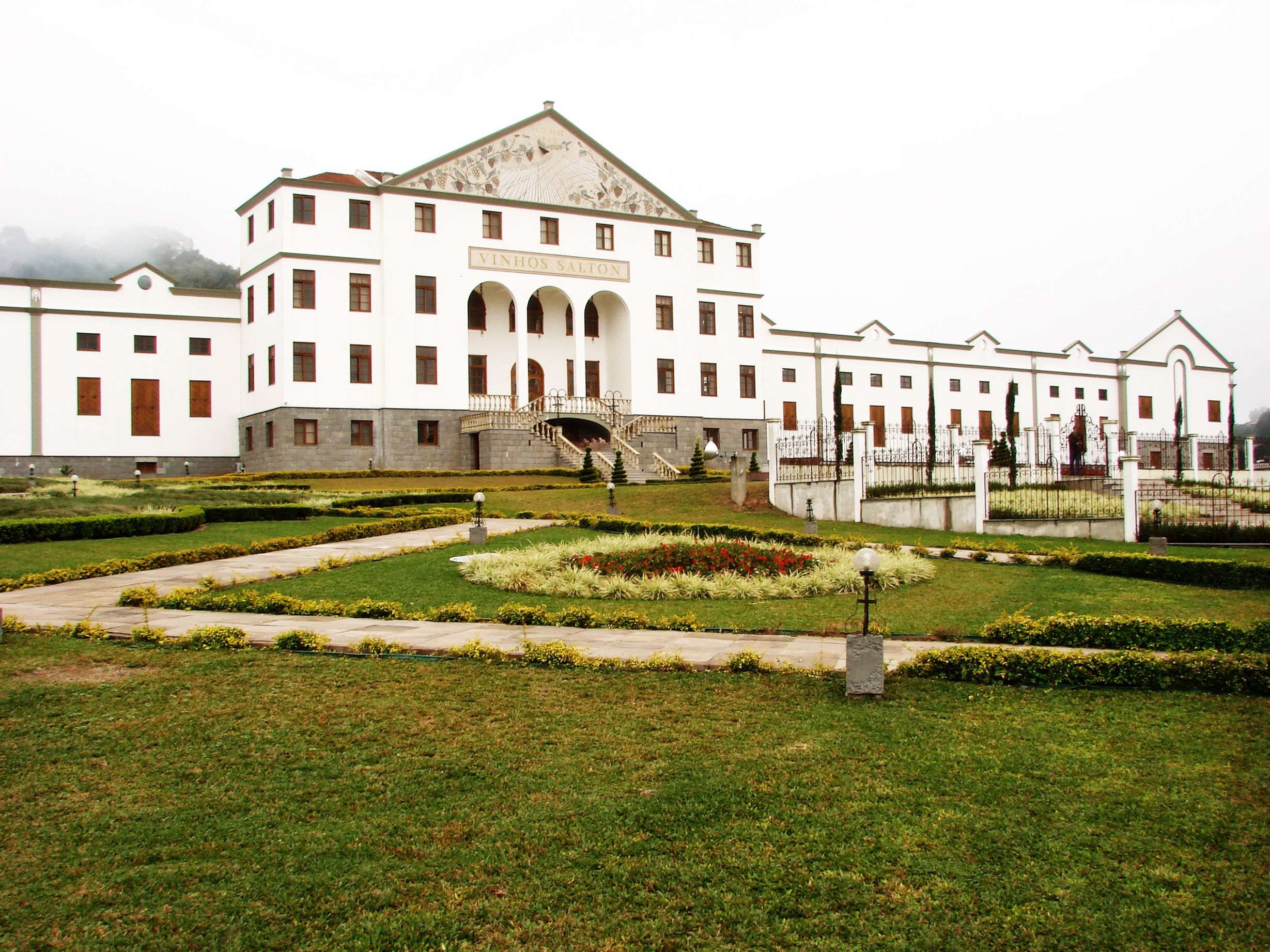
Vinícola Salton no Rio Grande do Sul.

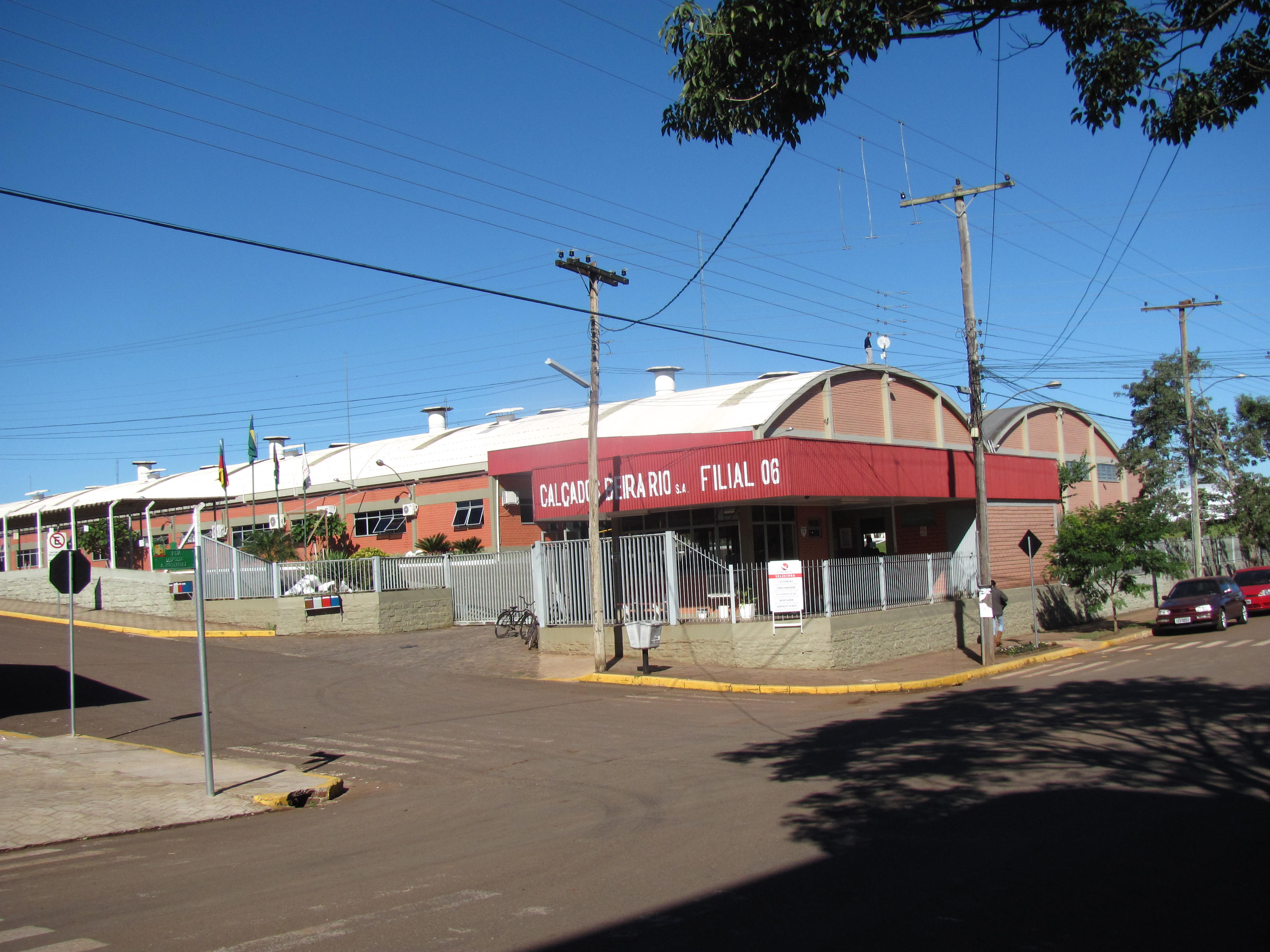
Calçados Beira Rio no Rio Grande do Sul.

A região sul está em segundo lugar no Brasil quanto à quantidade de mão de obra e à importância e capacidade de produção fabril. Este desenvolvimento é resultado de vários motivos, como bons meios de transporte, alta capacidade para gerar energia hidroelétrica, uso simples de energia de calor, grande quantidade e diversidade de recursos naturais e um público consumidor com boa capacidade de compra.
Na área, são mais comuns amplos centros de fábricas que têm operações variadas, ao passo que, ao sul, a área mostra os seguintes aspectos:
- existência de fábricas perto das regiões produtoras de matérias-primas. Assim, os laticínios e frigoríficos nascem nas zonas de criação de gado, as indústrias de madeira nas áreas florestais, etc.
- prevalência de unidades fabris médias e pequenas em quase todo o interior da região;
- predominância de fábricas de beneficiamento de produtos agrícolas e pecuários.

As maiores agrupamentos de fábricas se situam nas regiões metropolitanas de Porto Alegre e Curitiba, sobressaindo também:
- o norte do Paraná, no qual se localizam centros urbanos como Londrina, Maringá, Apucarana, Paranavaí, etc., beneficiados por causa da enorme quantidade de recursos naturais e fontes de eletricidade, por um sistema de transportes avançado e pela vizinhança do pólo econômico paulista;
- o vale do Itajaí, em Santa Catarina, onde sobressaem a indústria têxtil, cujos centros mais importantes são Blumenau, Itajaí e Brusque, e a fábrica de cristais finos, com matriz em Blumenau.o norte de Santa Catarina, onde se situam Joinville (o maior município em população do estado) e Jaraguá do Sul, que contém relevantes indústrias mecânicas, de plásticos e metalúrgicas;
- a costa meridional do estado de Santa Catarina, na qual se praticam atividades industriais associadas à extração de carvão, desenvolvendo municípios como Imbituba, Laguna, Criciúma e Tubarão;
- a região de Caxias do Sul, Garibaldi e Bento Gonçalves, na qual se reúne a mais importante indústria vinícola do Brasil;
- a região que abrange Santa Cruz do Sul, no Rio Grande do Sul, com uma significativa plantação de tabaco;
- a parte norte-ocidental do Rio Grande do Sul, compreendendo o vale do rio Uruguai, no qual sobressaem as fábricas de transformação de produtos agrários, especialmente soja, milho e trigo. As maiores cidades dessa região são: Passo Fundo, Cruz Alta, Erechim e Santo Ângelo;
- a Campanha Gaúcha, na qual sobressaem Bagé, Uruguaiana, Alegrete e Santana do Livramento, que dispõem de imensos abatedouros, genericamente administrados pelo capital multinacional;
- a costa lagunar do Rio Grande do Sul, na qual Pelotas (fábrica de abatedouros) e Rio Grande (o principal porto marítimo da região) sobressaem.

Além desses agrupamentos, sobressaem como cidades fabris afastadas: Ponta Grossa, Cascavel, Foz do Iguaçu, Guarapuava e Paranaguá, no estado do Paraná, Florianópolis, Lages e Chapecó, em Santa Catarina, e Santa Maria no Rio Grande do Sul.

### Setor terciário

#### Turismo

Lago Negro em Gramado, uma das cidades turísticas da Serra Gaúcha (RS).

No decorrer do verão, turistas movimentam grandemente as praias de Santa Catarina. Florianópolis é uma das capitais mais frequentadas no Brasil, após o Rio de Janeiro e São Paulo. São atrativos também as Ruínas Jesuítico-Guaranis de São Miguel das Missões, no Rio Grande do Sul e o Parque Nacional do Iguaçu, no Paraná, patrimônios da humanidade. As regiões serranas do Rio Grande do Sul e de Santa Catarina trazem turistas no inverno, os quais desfrutarão as baixas temperaturas. Em Cambará do Sul, no Rio Grande do Sul, se situa o Parque Nacional de Aparados da Serra, onde se encontra o Cânion do Itaimbezinho.

## Infraestrutura

### Saúde

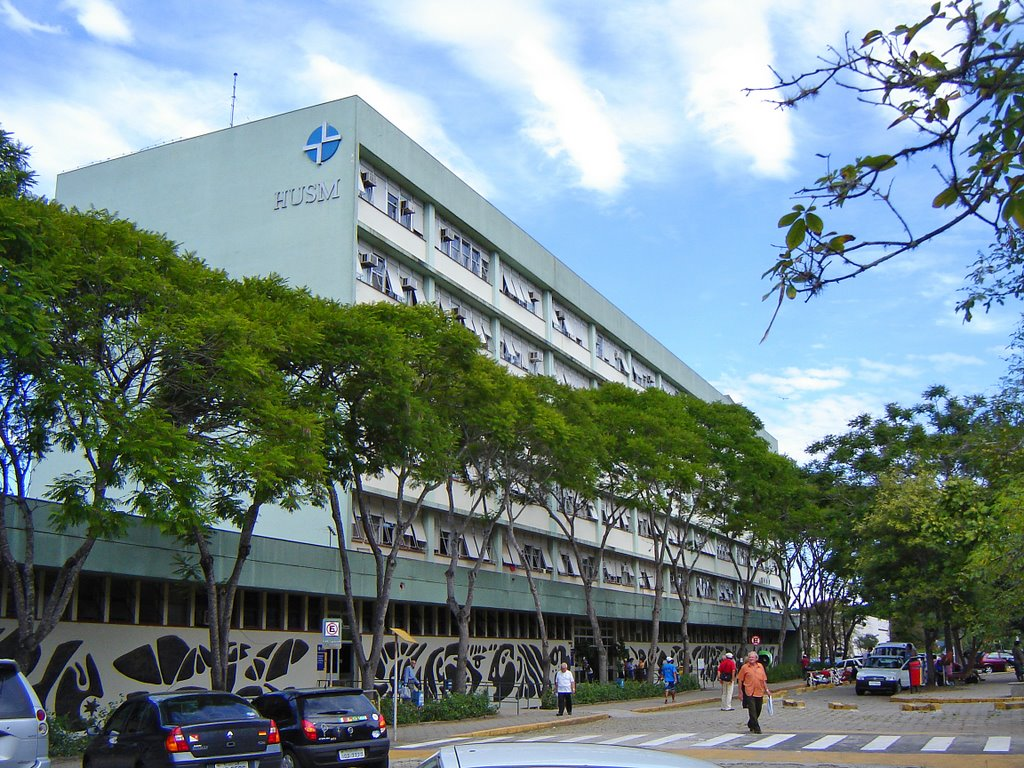
Fachada de Hospital Universitário de Santa Maria (HUSM).

A região sul do Brasil conta com uma rede ampla de estabelecimentos de saúde, composta por unidades públicas e privadas. Em 2022, estimava-se que existiam mais de 10 mil estabelecimentos hospitalares e ambulatoriais, com ampla cobertura pelo Sistema Único de Saúde (SUS), garantindo acesso aos serviços básicos para a população. A maioria dos municípios da região possui ao menos uma Unidade de Saúde da Família (USF), possibilitando cuidados preventivos e atendimento próximo às comunidades, especialmente em áreas rurais e periféricas. No entanto, a densidade de profissionais de saúde, como médicos e enfermeiros, varia entre os estados e tende a se concentrar nas grandes cidades, como Curitiba, Porto Alegre e Florianópolis, enquanto áreas mais remotas enfrentam desafios de acesso e disponibilidade de pessoal qualificado.

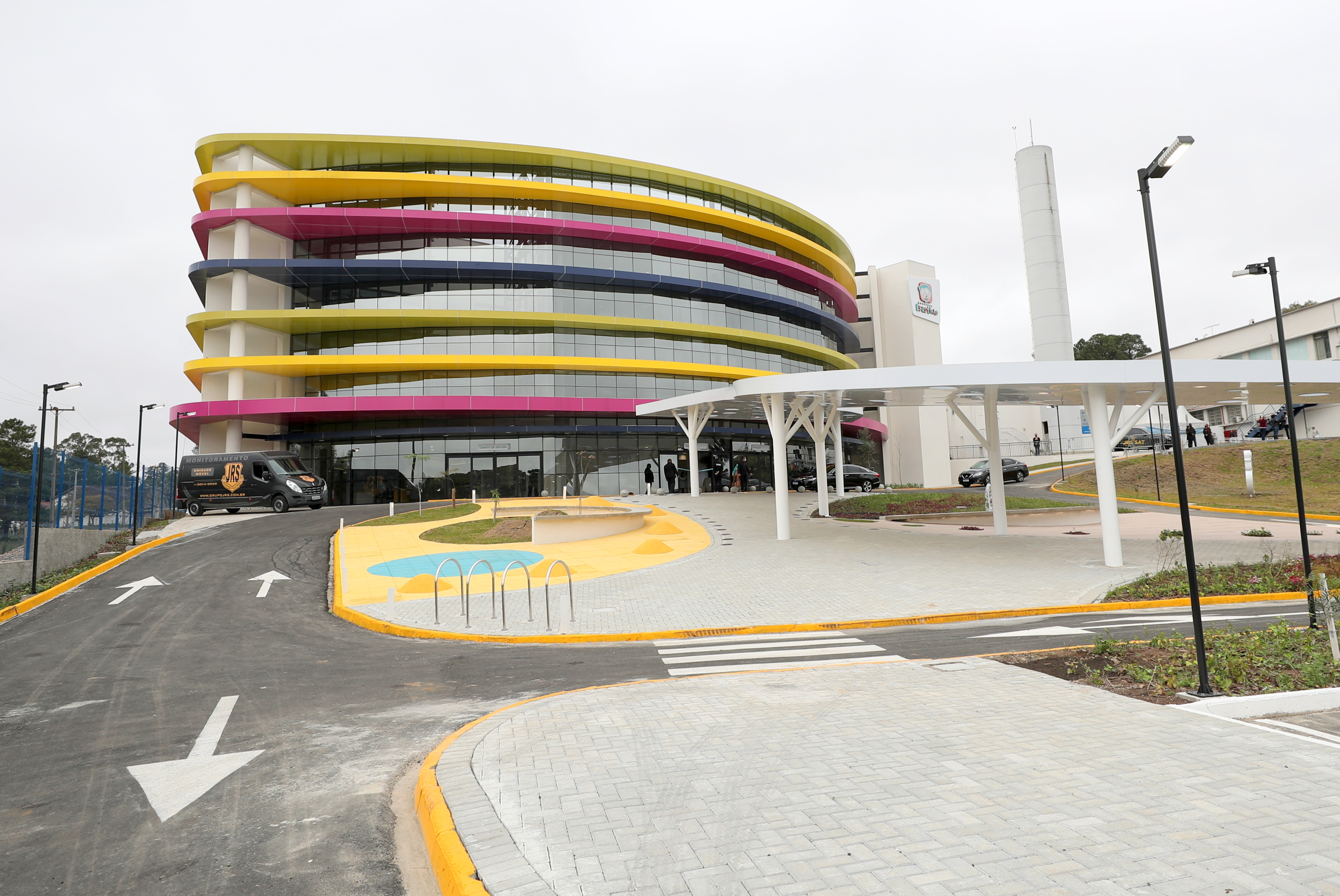
Hospital Erasto Gaertner, considerado o maior e mais moderno centro de tratamento de câncer no Sul do Brasil

As políticas públicas de saúde na região são influenciadas pela presença de programas de atenção básica, como o Programa Saúde da Família, que abrange cerca de 70% das famílias. Esse programa é fundamental para o atendimento em áreas de menor densidade populacional e contribui para a melhoria dos indicadores de saúde preventiva, como vacinação e controle de doenças crônicas. Além disso, a região se destaca por uma alta cobertura de saneamento básico, com mais de 90% da população urbana atendida por redes de abastecimento de água e esgotamento sanitário, o que contribui significativamente para a saúde pública ao reduzir a incidência de doenças de veiculação hídrica.

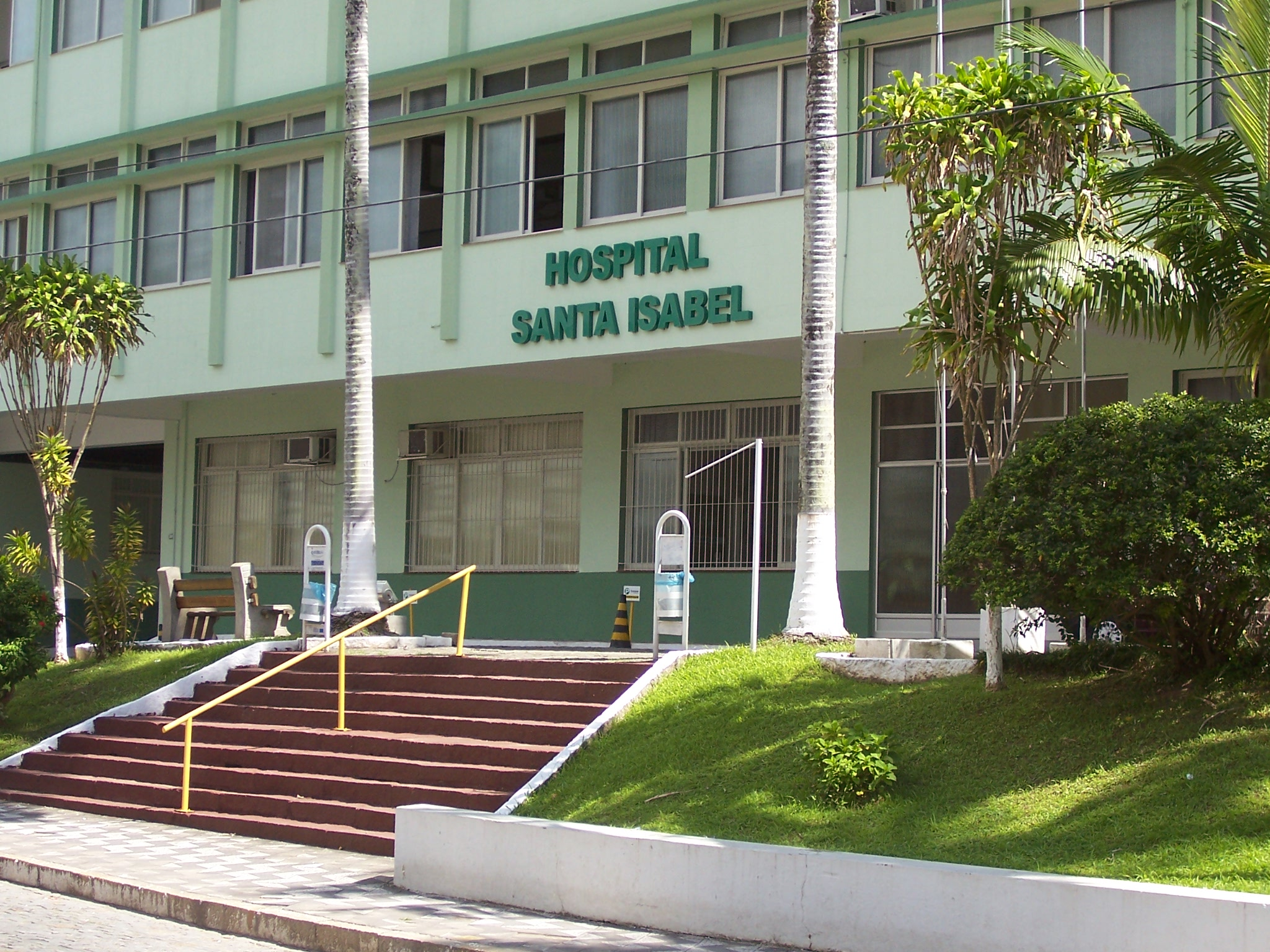
Fachada do Hospital Santa Isabel, em Blumenau

A busca por atendimento médico regular é uma prática comum na região. Cerca de 80% da população realiza consultas médicas periódicas, e aproximadamente 60% consultam o dentista pelo menos uma vez ao ano. A procura por planos de saúde é significativa, principalmente nas capitais, com cerca de 35% da população sulista possuindo algum tipo de cobertura privada, o que alivia a demanda sobre o SUS. Contudo, o SUS continua sendo a única opção para muitos moradores, especialmente em áreas rurais e para a população de baixa renda.
Nos últimos anos, a região também apresentou dados positivos quanto à internação hospitalar e acesso a exames de diagnóstico. Cerca de 10% dos habitantes da região sul passaram por internações nos últimos 12 meses, sendo o atendimento SUS predominante em casos de média e alta complexidade. A presença de hospitais bem equipados nas capitais e em polos regionais contribui para a qualidade do atendimento de urgência e emergência, embora a distribuição desigual dos recursos e a falta de pessoal especializado em áreas remotas ainda sejam desafios a superar.

### Educação

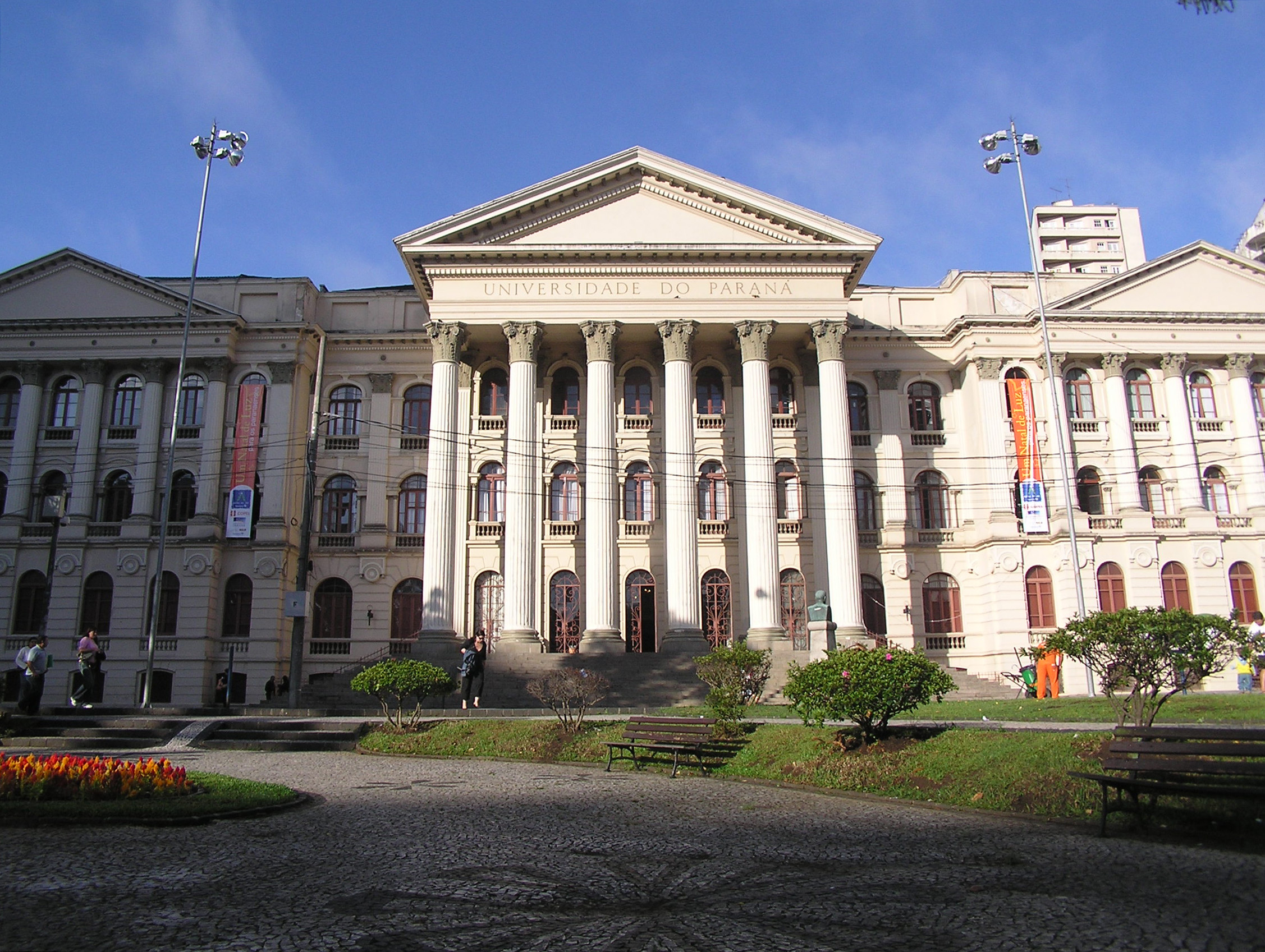
A Universidade Federal do Paraná, a primeira do Brasil.

A região sul do Brasil possui uma forte infraestrutura educacional, com matrículas distribuídas entre educação infantil, ensino fundamental, médio e superior. O último Censo Escolar, coordenado pelo Instituto Nacional de Estudos e Pesquisas Educacionais (Inep), revela que, no país, a matrícula em tempo integral tem crescido tanto nos anos iniciais quanto finais, com uma tendência de aumento no ensino médio em tempo integral. Além disso, aproximadamente 91,9% dos jovens de 15 a 17 anos estão matriculados na escola, refletindo um avanço na universalização do ensino básico.

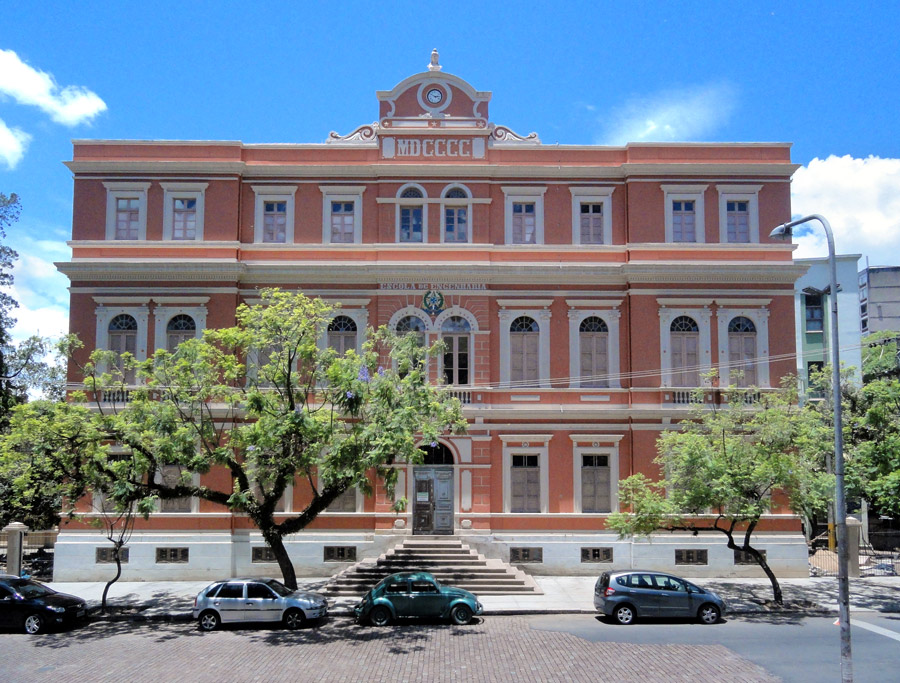
Escola de Engenharia da Universidade Federal do Rio Grande do Sul, em Porto Alegre.

A taxa de alfabetização na região é uma das mais altas do Brasil, com a escolarização para jovens de 15 a 17 anos superando 90%. Esse desempenho coloca a região como uma das mais avançadas em termos de educação básica, ao lado de outros países da América Latina, como o Chile. A taxa de analfabetismo funcional, no entanto, ainda é um desafio, com estimativas nacionais variando entre 20% e 30%, o que reflete a necessidade de melhorias na qualidade da alfabetização.

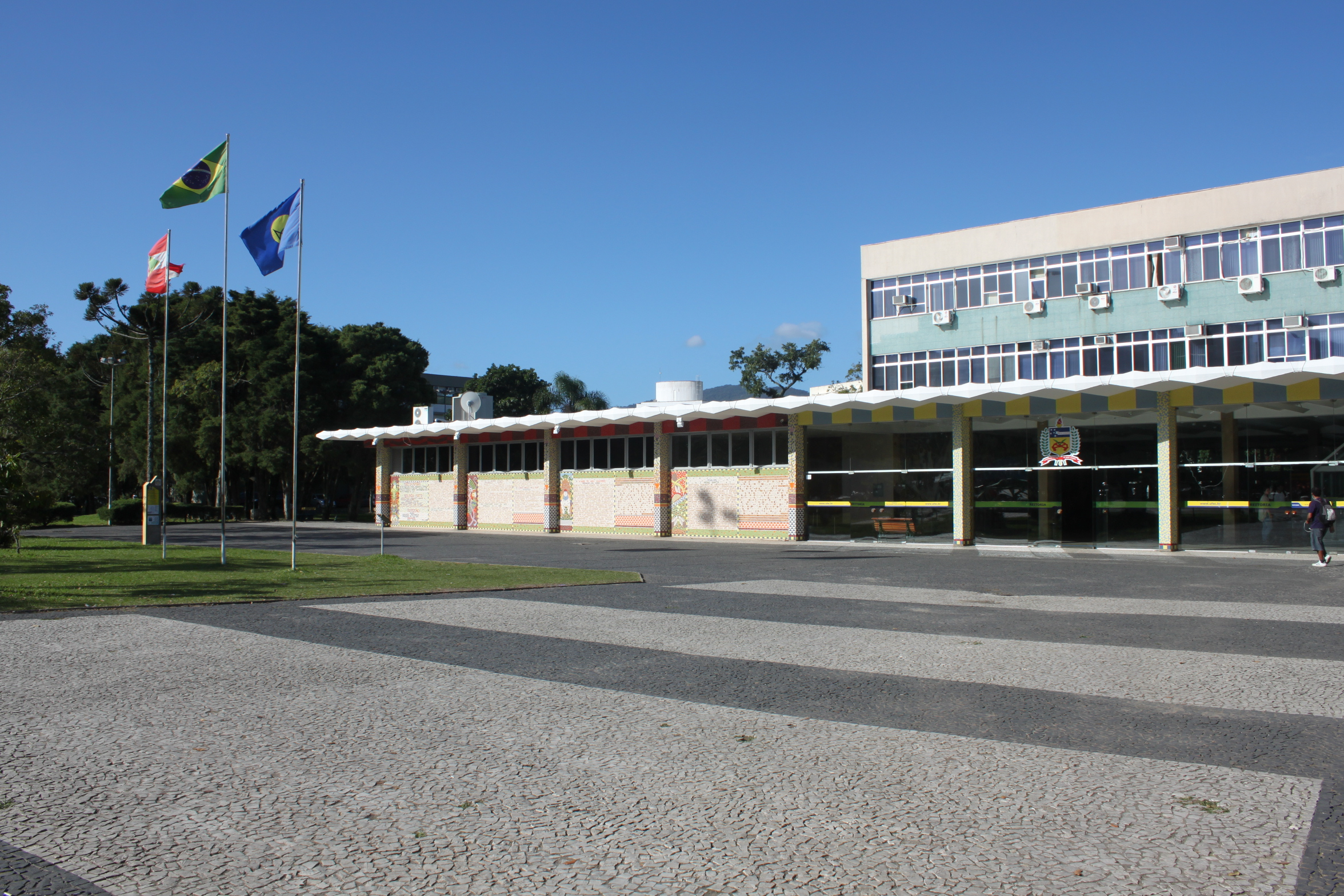
Prédio da Reitoria da UFSC, no Campus Reitor João David Ferreira Lima, em Florianópolis–SC.

O sul apresenta um elevado IDH-Educação em comparação com outras regiões brasileiras. Esse índice, que mede o progresso educacional junto com outros aspectos de qualidade de vida, coloca a região entre as mais bem colocadas no ranking nacional, especialmente por causa das altas taxas de alfabetização e escolarização e do desempenho em avaliações de qualidade educacional. O Inep fornece indicadores específicos, como taxa de distorção idade-série e adequação de formação docente, que refletem a efetividade das políticas educacionais na região.
A região sul abriga algumas das universidades públicas mais importantes do Brasil, como a Universidade Federal do Paraná (UFPR), a Universidade Federal do Rio Grande do Sul (UFRGS), e a Universidade Federal de Santa Catarina (UFSC). Essas instituições se destacam em rankings nacionais e internacionais pela qualidade de ensino, pesquisa e extensão. Elas desempenham um papel fundamental no desenvolvimento acadêmico e tecnológico da região e colaboram para a alta escolarização no ensino superior, especialmente no setor público.

### Energia

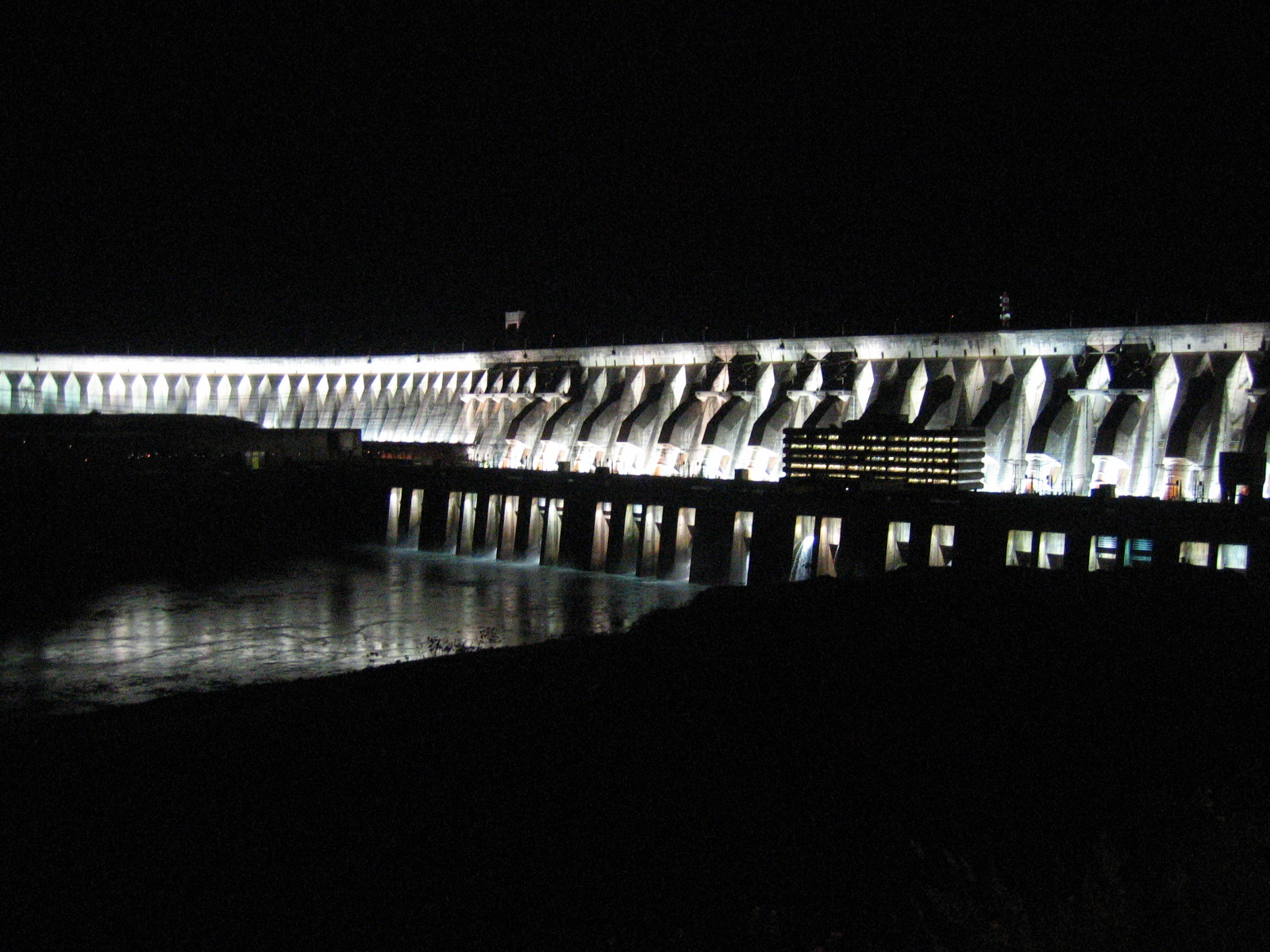
Usina Hidrelétrica de Itaipu, a maior usina hidrelétrica do mundo em produção de energia (PR).

O sul é abundante em xisto betuminoso e carvão mineral, empregado para fabricar energia nas usinas termelétricas. Além desses minerais, apresenta também, em enorme quantidade, energia hidrelétrica, devido aos aspectos de sua hidrografia — rios de planalto ou caudalosos.
A principal usina hidrelétrica da região sul do Brasil é a de Itaipu, aberta ao público em 1983, que utiliza os recursos hídricos do rio Paraná nas imediações de Foz do Iguaçu (Brasil) e Ciudad del Este (Paraguai).
Além de atender às necessidades de iluminação pública e particular do sul do Brasil à noite, a energia de Itaipu é bastante empregada em demais regiões do país, principalmente no sudeste, mais rico industrialmente. Por ser uma hidrelétrica binacional, também o Paraguai emprega a produção de energia de Itaipu.
A Região Sul também conta, atualmente, com boa parte de sua energia provinda das matrizes éolica e solar.
O abastecimento de eletricidade na região sul é comandado pela Eletrosul, a qual atende Mato Grosso do Sul e também demais áreas do Brasil, devido a interconexões com o sistema de eletricidade da região sudeste.

### Transportes

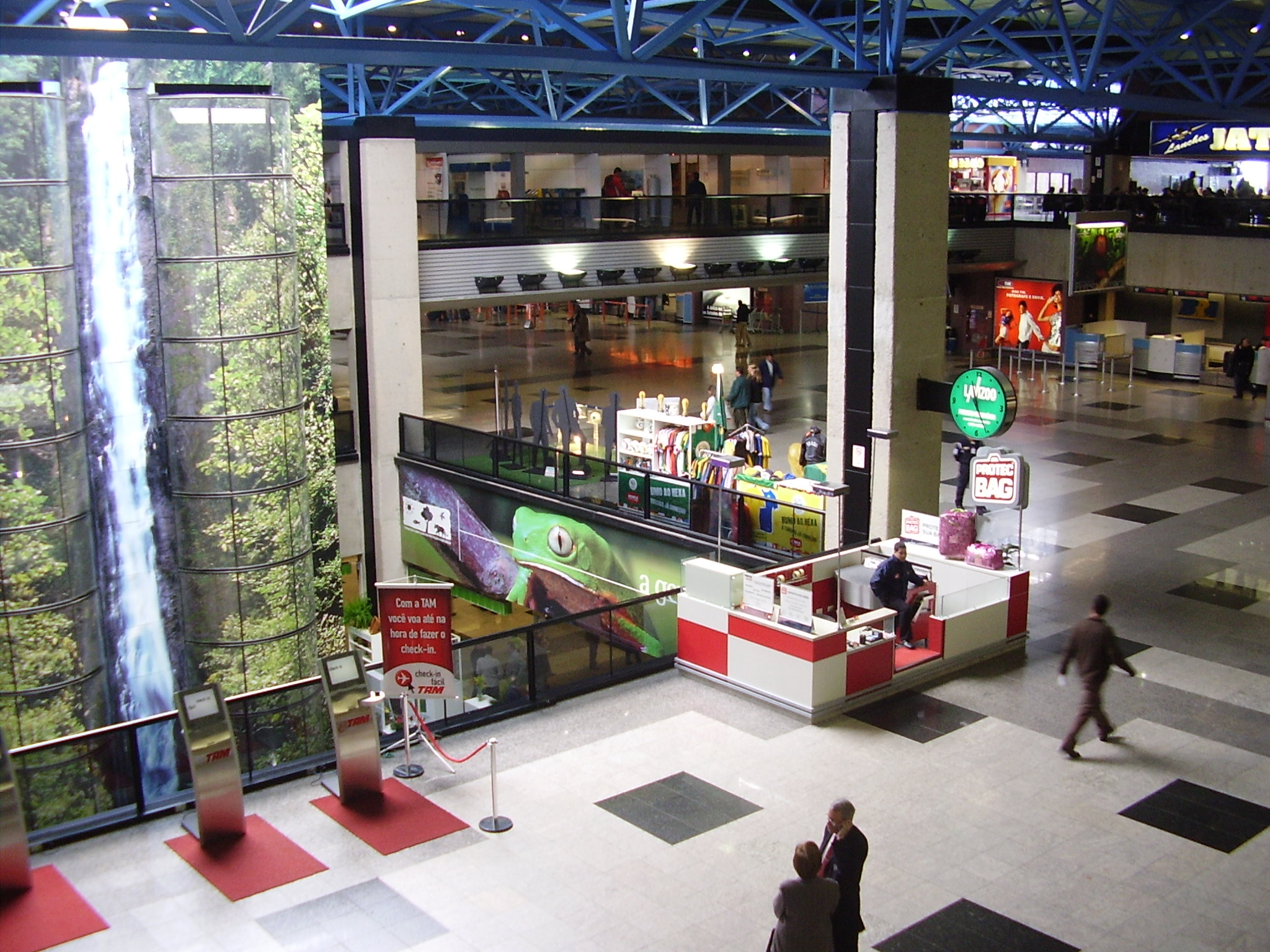
Aeroporto Internacional Afonso Pena, no município de São José dos Pinhais, na Região Metropolitana de Curitiba.

O sul do Brasil é uma região razoavelmente bem atendida na área de transportes. Embora não esteja no nível infra-estrutural da Região Sudeste, conta com rodovias em quantidade razoável (embora, em certas áreas, haja baixa densidade rodoviária) e de alguma qualidade (havendo, porém, poucas rodovias duplicadas e cidades ainda sem acesso asfáltico), que chegam a concentrar 80% do transporte de cargas, além de bons portos, bons aeroportos e uma quantidade razoável de ferrovias. O destaque negativo fica para as hidrovias, que são quase inexistentes em áreas com alto potencial hidroviário.

Rodovias duplicadas, ou em duplicação, da Grande Região Sul do Brasil, no ano de 2025.

Embora quase todas as cidades da região sejam atendidas por linhas da Rede Ferroviária Federal (RFFSA), o transporte rodoviário é o mais avançado. Entre as estradas mais importantes estão a BR-101, BR-116, BR-386, BR-290, BR-287, BR-285, BR-282, BR-280, BR-470, BR-277, BR-376 e BR-369. Como as outras regiões do Brasil, os transportes ferroviários e rodoviários precisam de investimentos que possibilitam a conservação das estradas já existentes e a construção de novas vias.
O sul apresenta também ativos e relevantes portos marítimos: o de Paranaguá, que escoa especialmente café e soja; os de Imbituba e Laguna em Santa Catarina, os quais exportam carvão mineral; os de Florianópolis, São Francisco do Sul e Itajaí, também em Santa Catarina, exportadores de madeira; e, enfim, os de Rio Grande e Porto Alegre, pelos quais passam produtos variados.

### Segurança pública e criminalidade

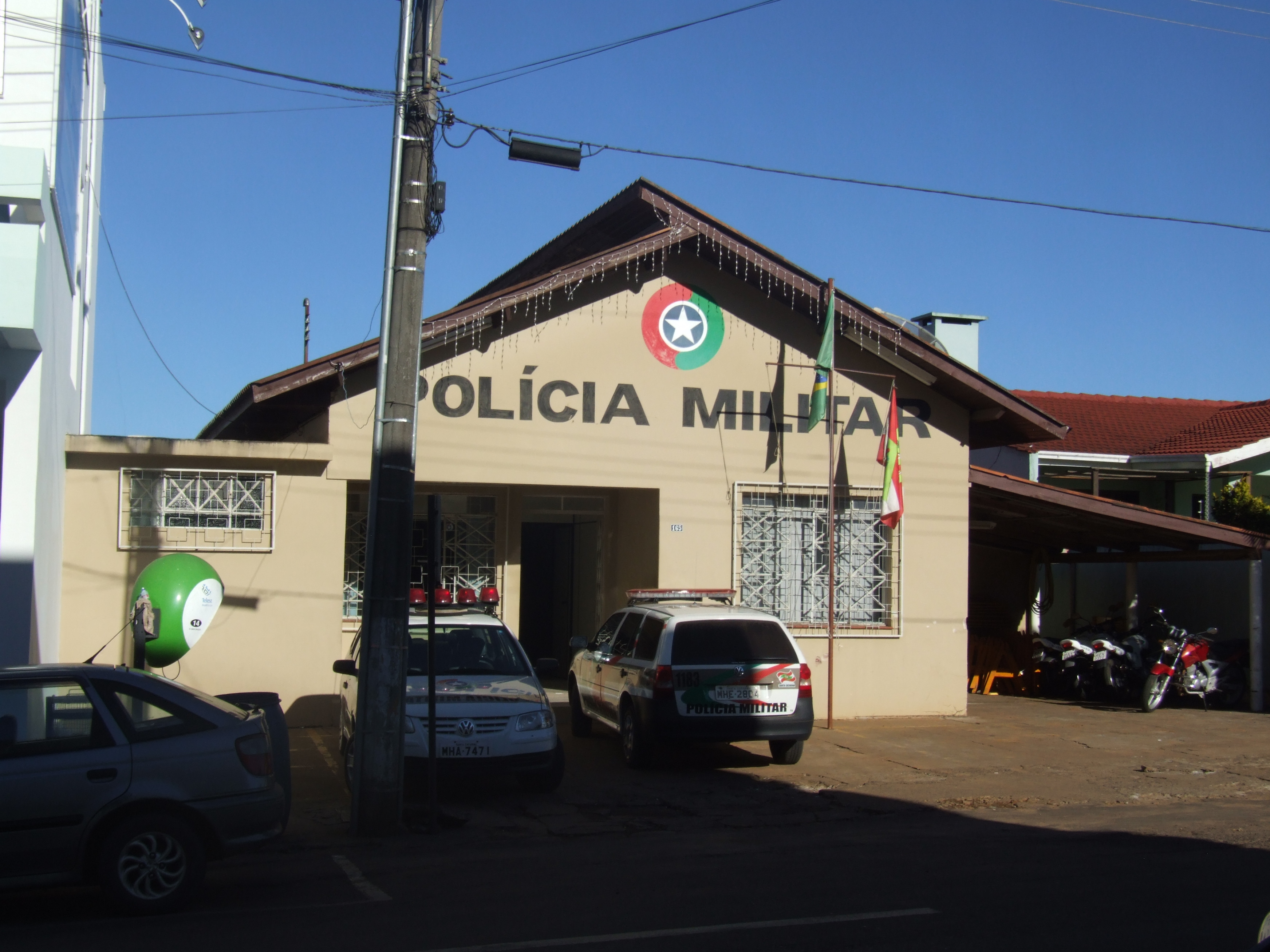
Delegacia da Polícia Militar de Santa Catarina, em Campos Novos, Santa Catarina, Brasil.

A Polícia Militar e a Polícia Civil atuam nos três estados com desafios variados, incluindo déficits de efetivo significativos. No Rio Grande do Sul, por exemplo, a Brigada Militar reduziu seu contingente em cerca de 22,5% ao longo de uma década, enquanto a Polícia Civil teve um leve aumento de efetivo, embora ainda insuficiente. O Paraná e Santa Catarina também enfrentam déficits em suas corporações, com menos de 70% das vagas ocupadas em média nas forças de segurança dos três estados.

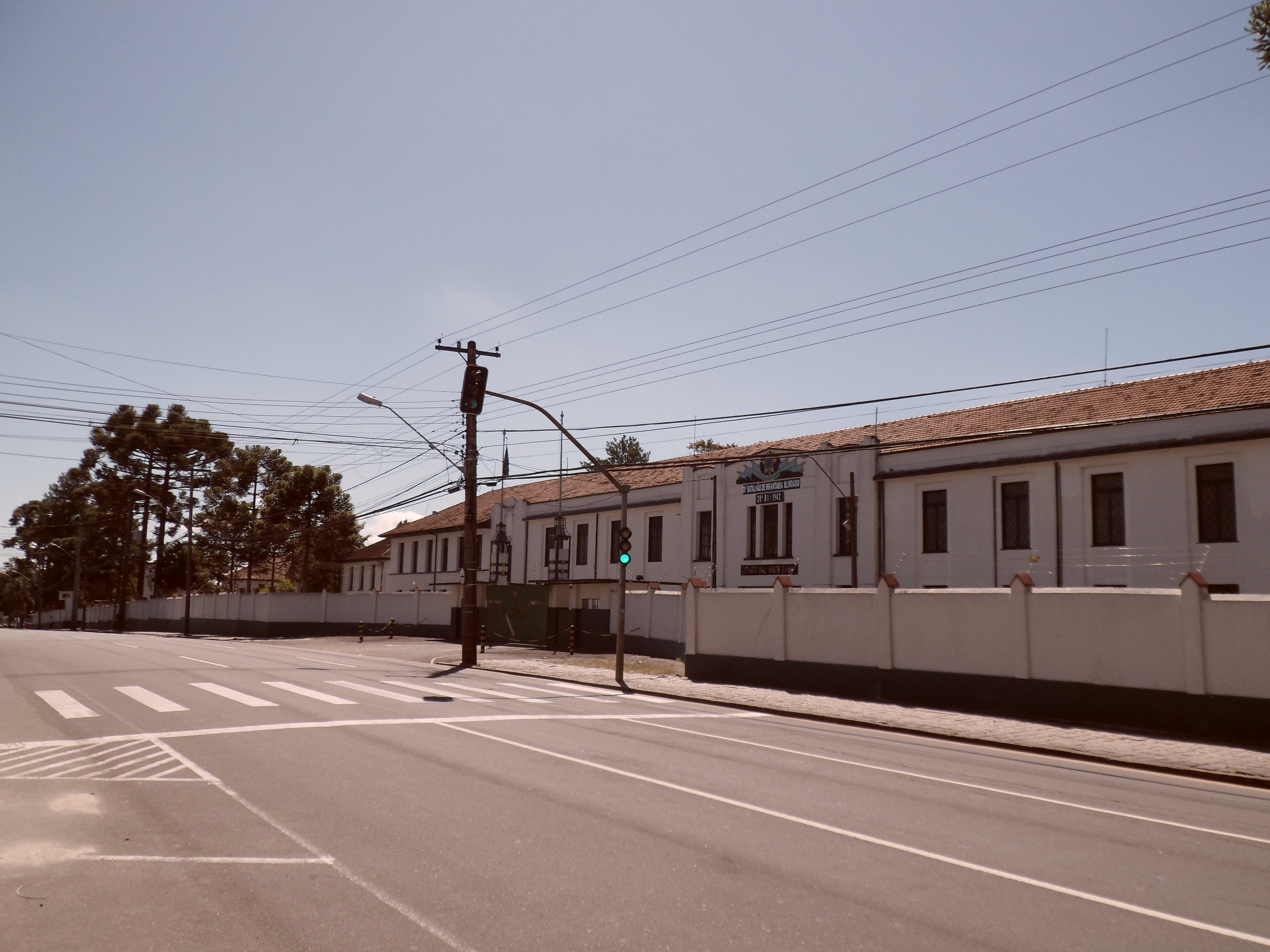
20.º Batalhão de Infantaria Blindado, em Curitiba, capital do Paraná, Brasil.

As Forças Armadas também têm presença na região, com unidades do Exército Brasileiro, Marinha do Brasil e Força Aérea Brasileira contribuindo para a defesa e apoio à segurança local. O Exército, por exemplo, conta com o Comando Militar do Sul, responsável pela segurança das fronteiras e por atividades conjuntas de treinamento e cooperação com as polícias estaduais, especialmente em áreas de fronteira como o Paraná. Essas colaborações se intensificam diante de ameaças como o tráfico de drogas e armas nas regiões de fronteira com países do Mercosul.

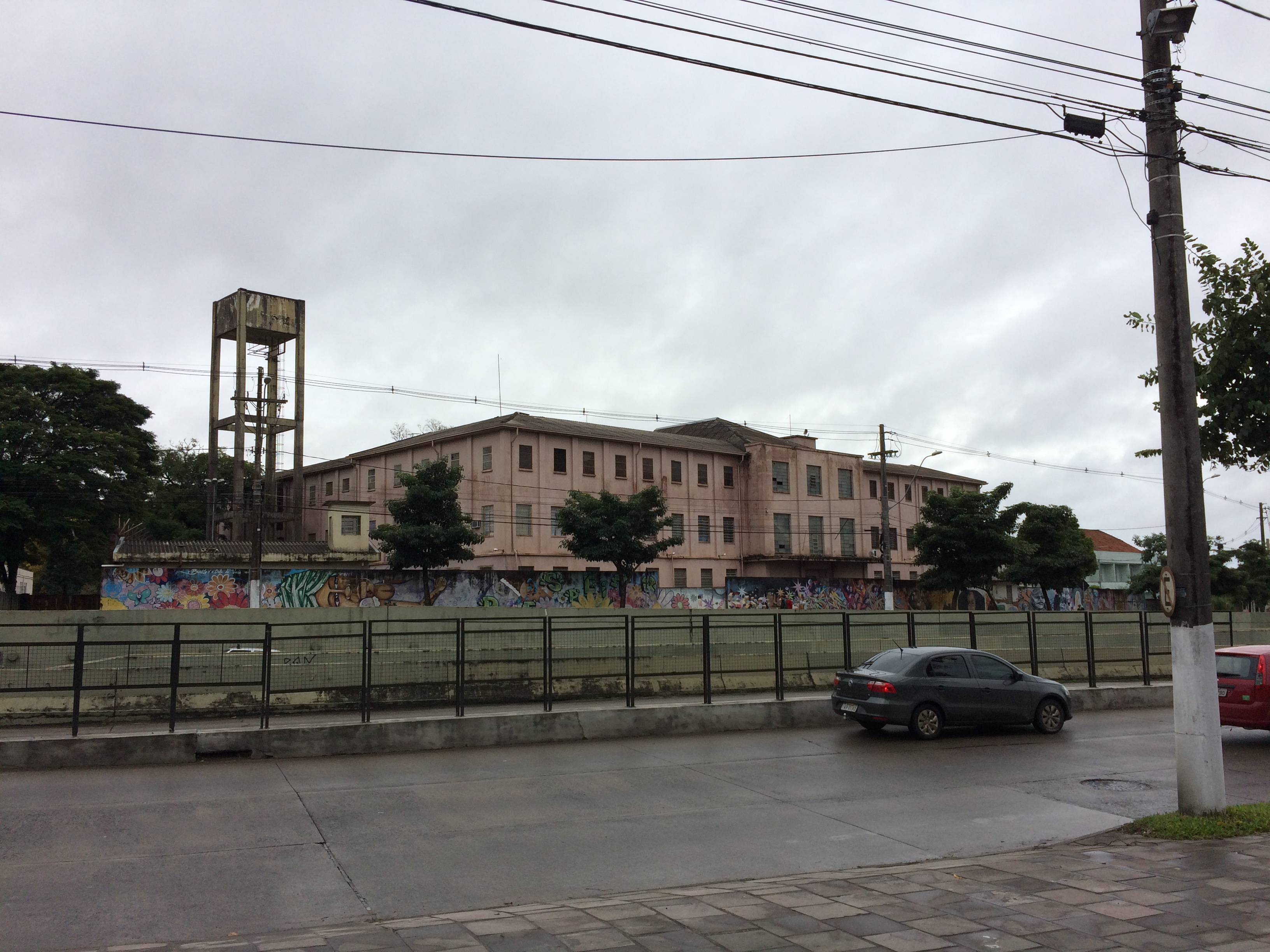
Penitenciária Feminina Madre Pelletier, em Porto Alegre, capital do Rio Grande do Sul, Brasil.

O sistema prisional da região sul também enfrenta superlotação, comum em muitas unidades, além de desafios em reinserção social e controle de facções. No Paraná, mais de 28 mil pessoas estão privadas de liberdade, com a taxa de ocupação de unidades prisionais frequentemente excedendo 200% da capacidade. Santa Catarina e Rio Grande do Sul compartilham problemas semelhantes, agravados pelo financiamento limitado para expansões e melhorias nas unidades prisionais. O Fórum Brasileiro de Segurança Pública sugere que a superlotação contribui para a reincidência criminal e dificulta o controle de atividades ilegais dentro dos presídios.
Em termos de estatísticas de violência, o sul do Brasil historicamente exibe taxas de homicídio inferiores à média nacional, mas isso varia dentro da região. Enquanto áreas urbanas enfrentam problemas crescentes de criminalidade, o interior é relativamente mais seguro. Mesmo com taxas mais baixas em comparação com o norte e nordeste, a violência doméstica e os crimes de tráfico ainda demandam esforços concentrados das forças de segurança e políticas públicas para redução da violência e promoção da paz social.

## Cultura

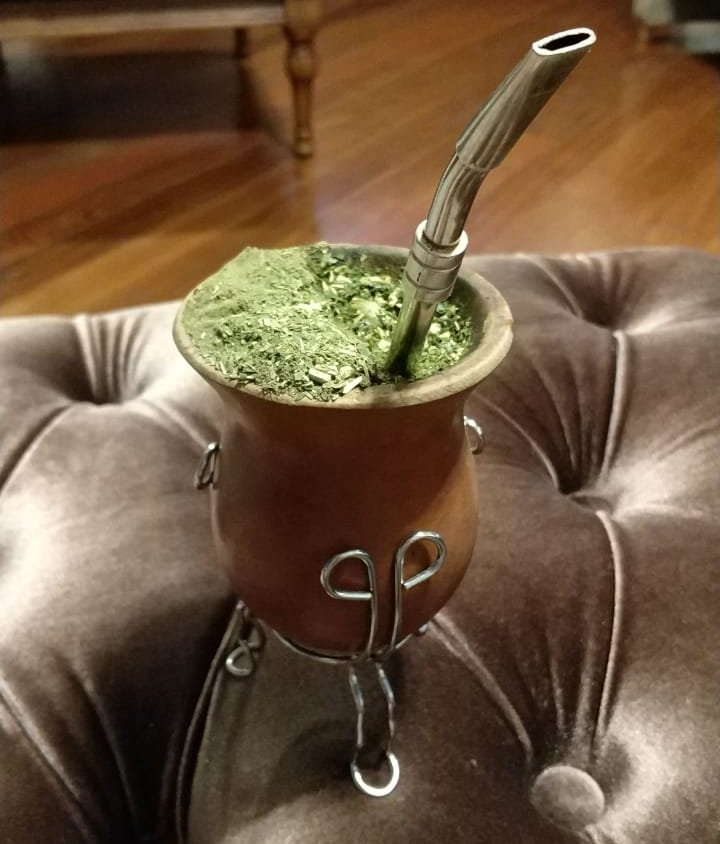
Uma cuia de chimarrão.

Na culinária dos estados da região sul do Brasil, exerce influência a vizinhança com paraguaios e argentinos, além das colonizações alemã, italiana, polonesa e ucraniana. Prevalecem o churrasco, os assados de carne, o arroz carreteiro, o caldo de camarão de Santa Catarina e o barreado do Paraná. Toma-se chimarrão e vinho.
A influência de países limítrofes, como, por exemplo, a Argentina, o Uruguai e o Paraguai, é famosa em um costume caracteristicamente gaúcho: o chimarrão. A infusão é feita com erva-mate e água quente quase prestes a fervilhar, colocadas em uma cuia, desta é sugada com uma bomba metálica. O folclore da região sul destaca principalmente as façanhas do gaúcho, que preza a lealdade e a masculinidade, é um excelente cavaleiro e manuseia o laço e a boleadeira com habilidade.
No sul do Rio Grande do Sul, preserva-se a pilcha, que inclui bombachas, calças largas ajustadas nos tornozelos; camisa de lã; a guaiaca, faixa ampla amarrada na cintura onde carrega a faca e a garrucha; o chiripá, um pedaço de baeta preso ao corpo da cintura para baixo; o poncho, um agasalho rústico que, quando aberto, serve como abrigo improvisado para dormir; chapéu de couro ou feltro com abas largas; e um lenço colorido amarrado com nó corrediço. Ao montar, o gaúcho posiciona o poncho de modo que cubra parte do corpo do cavalo, permitindo que este compartilhe seu calor com o cavaleiro. Curiosamente, ele reserva para os arreios de seu cavalo um luxo que não se permite: freio, estribos e outras peças metálicas em prata. Em Santa Catarina, os cavaleiros bem-vestidos optam por ponchos listrados, grandes esporas e adornos prateados nos arreios.

### Arquitetura e artesanato

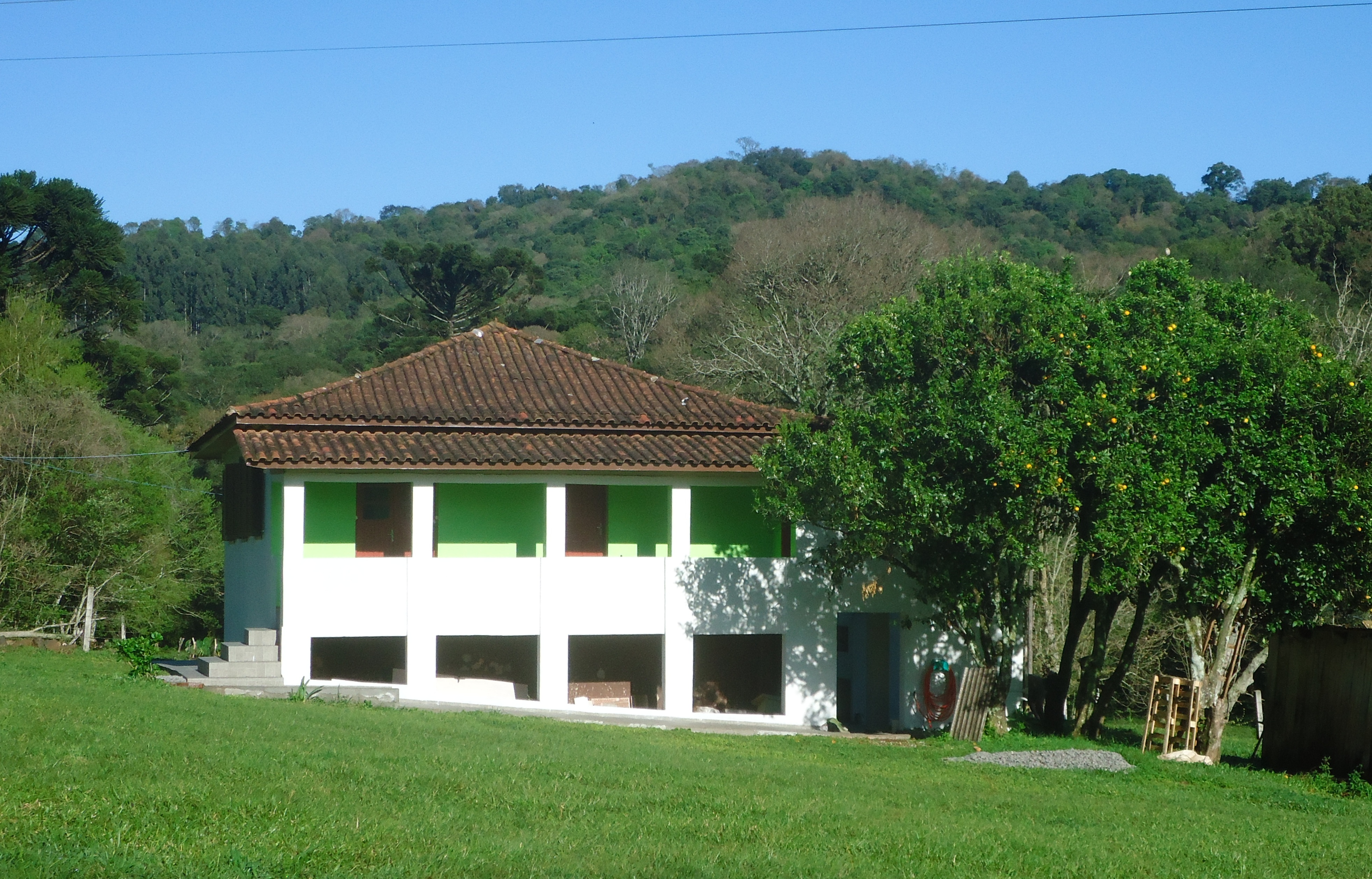
Casa de alvenaria e tijolo localizada na zona rural do município de Campos Novos, Santa Catarina.

Nas zonas rurais em torno de Curitiba, as residências típicas são construídas de madeira, quase sempre pinho, com o telhado em ângulo agudo recebido como legado da arte alemã. Na região de Guarapuava, no Paraná, tornou-se habitual um tipo de residência simples construída em madeira, com as paredes feitas de lascas de pinho e revestimento de pequenas tábuas da mesma madeira. Em Santa Catarina, as construções da região de Canoinhas eram feitas também de madeiras. A cozinha e a despensa às vezes se encontravam fora do corpo central da residência, quando se conectavam por um corredor. Na região do Contestado, eram abundantes os casebres construídos em rachões, lascas de pinho cortadas a machado, revestidos de “telhas” feitas de peças de pinho. As choupanas mais humildes possuem paredes de taquara, ou troncos de xaxim, revestidas com folhas de jerivás.

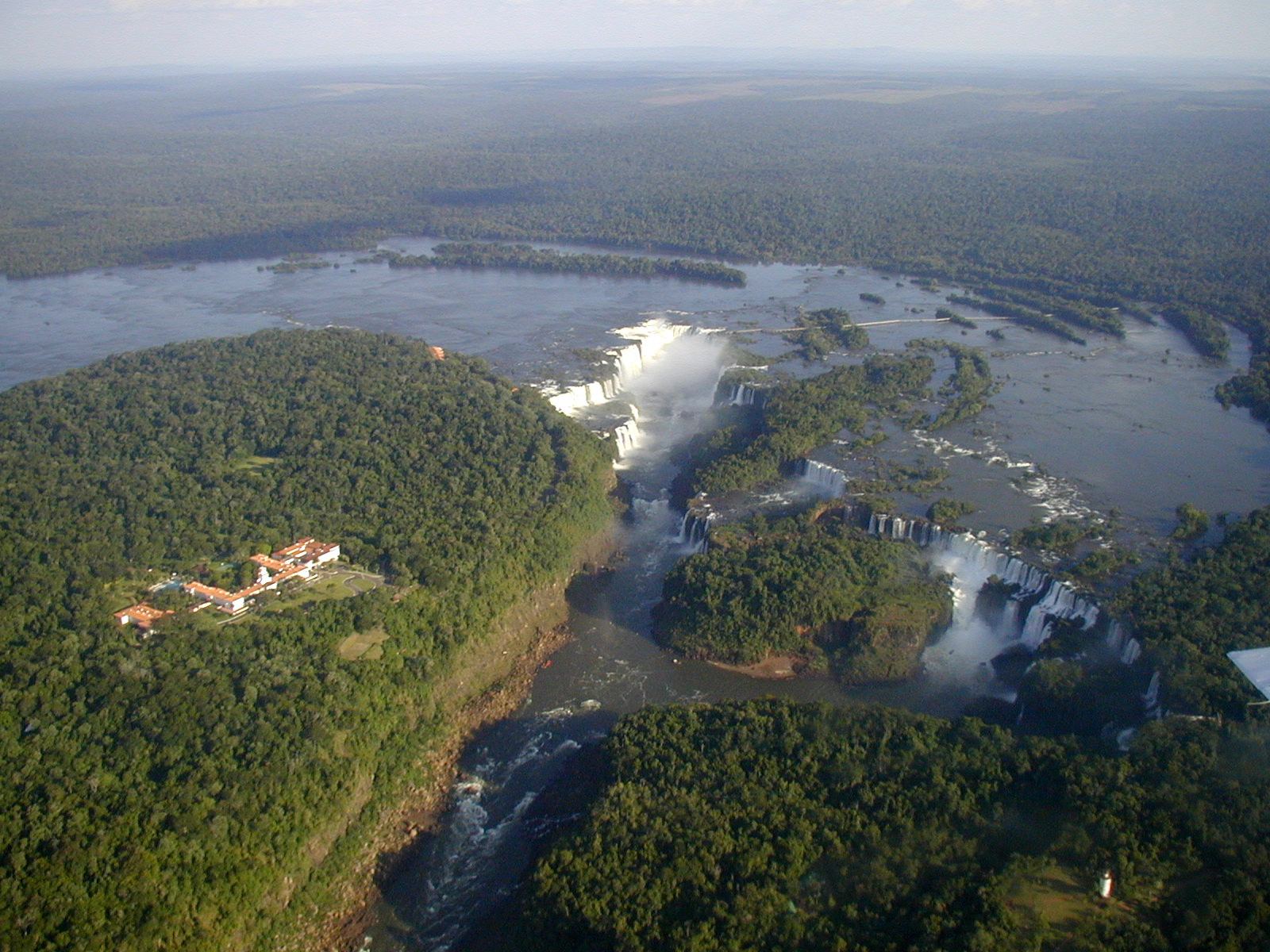
Cataratas do Iguaçu, na fronteira do Brasil com a Argentina.

A fabricação do linho e do algodão é muito popular em Santa Catarina. O linho manufaturado na região é empregado pelos pescadores na produção de linhas, redes de descanso e cordoaria. Nas áreas rurais paranaenses, são costurados cobertores e demais panos grosseiros; mais ao sul, são produzidos ponchos e lombilhos. A argila vermelha da região serve para a manufatura de jarros, utensílios de cozinha e demais artefatos de cerâmica. A fabricação de sapatos e demais artefatos de couro é característica dos pampas. No Paraná, o artesanato de madeira é às vezes enfeitado com a imagem de uma araucária.

### Patrimônio ecológico e festividades

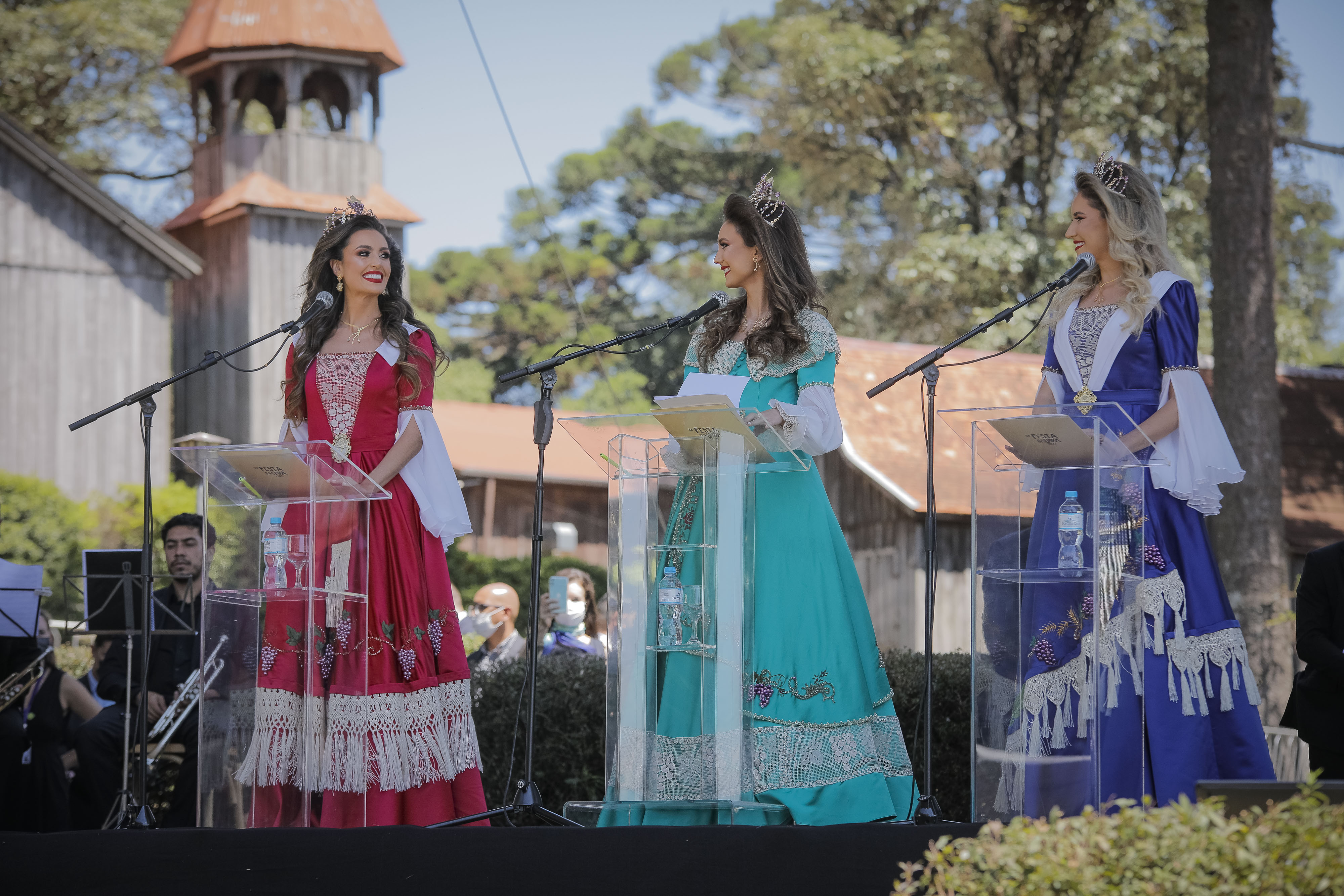
Cerimônia de Abertura da Festa da Uva 2022.

O rio Iguaçu, que se origina próximo de Curitiba, capital do Paraná, percorre 1.320 km até se encontrar com o rio Paraná, na cidade de Foz do Iguaçu, localizada no extremo oeste do estado. A apenas 15 km da sua foz, o rio enfrenta um desnível e dá origem a 275 quedas d'água com alturas variadas, ao longo de uma largura de 4.800 m. Um dos saltos mais impressionantes é a Garganta do Diabo, que possui uma altura de 90 m e tem formato de ferradura. A área onde as cataratas estão situadas é o Parque Nacional do Iguaçu, reconhecido como Patrimônio Natural da Humanidade. Sua flora inclui árvores majestosas como figueiras, canela, pau-marfim e jerivá. Orquídeas e bromélias chamam para si grande número de borboletas. O parque abriga mais de duzentas espécies de aves — como tucanos, araras, tuiuiús, gaviões e beija-flores — além de mamíferos como jaguares, suçuaranas, veados, capivaras e quatis. Entre os outros atrativos do Parque estão o trecho do rio Iguaçu denominado Poço Preto, a enseada Rio Branco e o Salto do Macuco, cujas águas límpidas despencam a uma altura de 20 m, formando um pequeno lago.
Entre os eventos que mais trazem visitantes à região sul estão a Semana Farroupilha, comemorada em Porto Alegre, capital do Rio Grande do Sul, entre 13 e 20 de setembro; a Oktoberfest, em Blumenau, Santa Catarina, em outubro; a Festa Estadual da Maçã, em São Joaquim e Fraiburgo, Santa Catarina, em abril, a Festa Nacional do Vinho, em Bento Gonçalves, Rio Grande do Sul, na segunda quinzena de maio; a Festa do Vinho, em Curitiba, capital do Paraná, entre junho e julho; e a Festa Nacional do Marreco, em Brusque, Santa Catarina, em outubro.

### Esportes

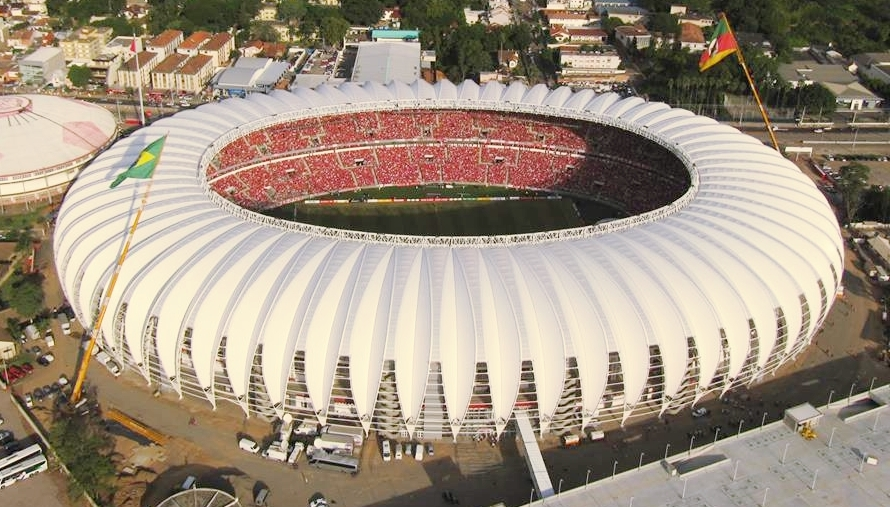
Estádio Beira-Rio, sede do Sport Club Internacional.

A Região Sul do Brasil é um polo esportivo significativo no país, com destaque para o futebol, esporte mais popular nos três estados: Paraná, Santa Catarina e Rio Grande do Sul. O futebol chegou ao Rio Grande do Sul em 1900, ao Paraná em 1906 e a Santa Catarina também por volta de 1913, consolidando-se rapidamente como prática esportiva predominante. As federações estaduais de futebol foram fundadas em 1918 no Rio Grande do Sul, 1915 no Paraná e 1924 em Santa Catarina, passando a organizar os campeonatos estaduais desde então.

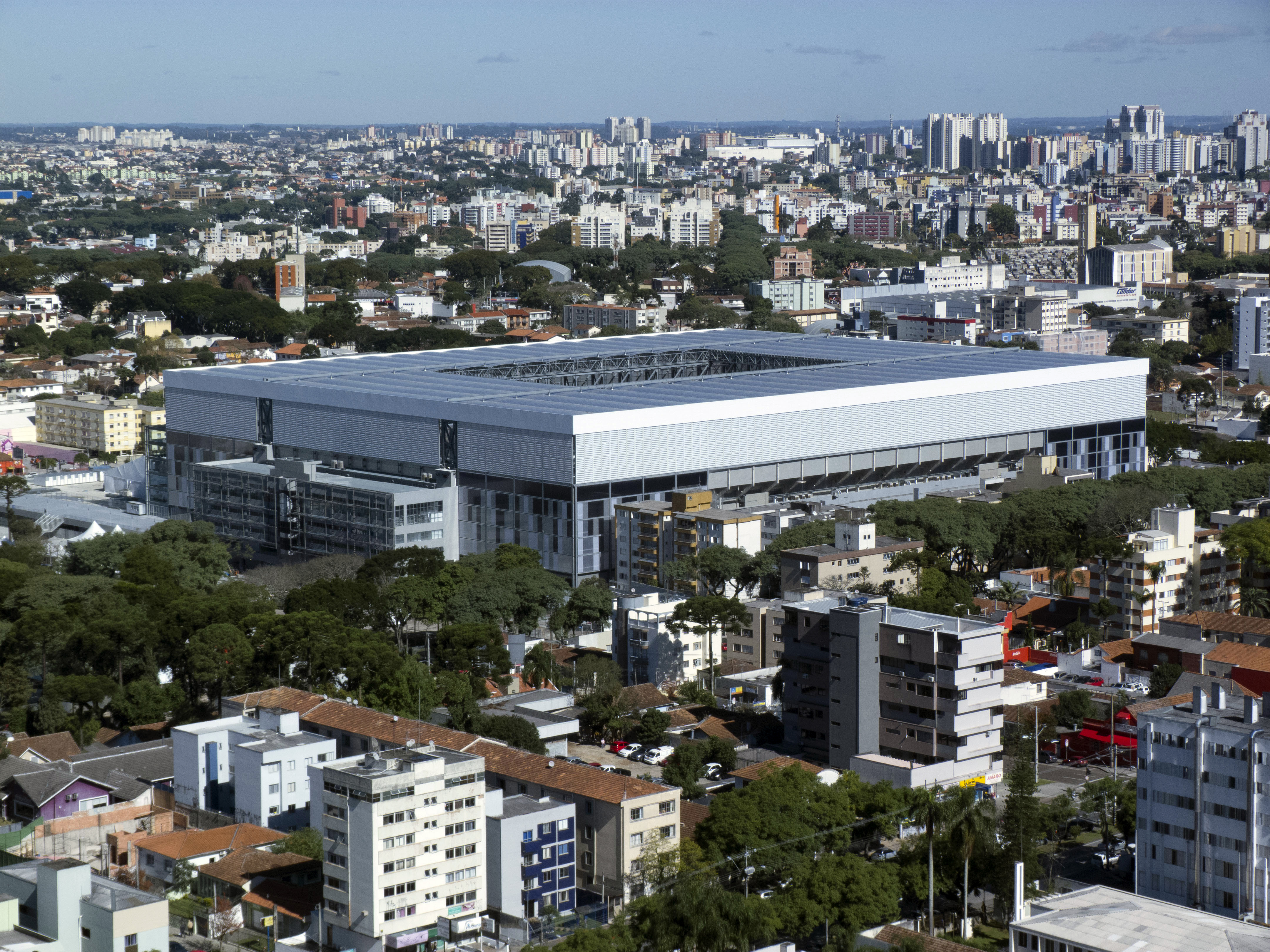
Arena da Baixada, estádio do Club Athletico Paranaense.

Os maiores clubes campeões de futebol sul-brasileiro refletem a tradição e rivalidade local. No Rio Grande do Sul, Grêmio e Internacional dominam os títulos estaduais e nacionais. No Paraná, Coritiba, Athletico Paranaense e Paraná Clube são os principais clubes, enquanto em Santa Catarina, Figueirense e Avaí se destacam. Os maiores estádios da região incluem o Beira-Rio e a Arena do Grêmio (RS), a Arena da Baixada (PR) e o Estádio Orlando Scarpelli (SC).
Além do futebol, a região sul do Brasil também se destaca em esportes como vôlei, judô, futsal, basquete e esportes de aventura, especialmente devido ao relevo montanhoso e litorâneo, que favorece atividades como surf, canoagem e montanhismo. A Região Sul sedia eventos esportivos de importância regional e nacional, como etapas do Campeonato Brasileiro de Surfe e competições de automobilismo, como a Stock Car.
A região sul do Brasil é berço de atletas de destaque em várias modalidades. No futebol, nomes como Ronaldinho Gaúcho e Taffarel são mundialmente conhecidos. No vôlei, vários atletas foram campeões ou medalhistas olímpicos, como Giba, um dos maiores jogadores do Brasil. Também se destacaram a nível mundial: no tênis, Gustavo Kuerten e Thomaz Koch; no judô, Douglas Vieira, Mayra Aguiar, Daniel Cargnin e João Derly; na natação, Fernando Scherer, Fernando Scheffer e Cyro Delgado; no skate, Pedro Barros e Augusto Akio; no vôlei de praia, Emanuel Rego e Ágatha Bednarczuk; no taekwondo, Natália Falavigna; no atletismo, Vanderlei Cordeiro de Lima, Jadel Gregório, Édson Luciano e Darlan Romani; no surfe, Tatiana Weston-Webb; na ginástica, Daiane dos Santos e Bárbara Domingos; no karatê, Douglas Brose; no basquete, Tiago Splitter, entre vários outros. 